# Geschichte der Bundeswehr

Logo der Bundeswehr

Nach dem Zweiten Weltkrieg gab es aufgrund der negativen Erfahrungen mit dem Militarismus in Deutschland zunächst Widerstände gegen die Gründung neuer deutscher Streitkräfte – sowohl von Seiten der Besatzungsmächte als auch von der überwiegenden Mehrheit der Bevölkerung. In den folgenden Jahren nahmen aber die Stimmen zu, die eine Bewaffnung der 1949 gegründeten Bundesrepublik Deutschland forderten. Die Geburtsstunde der Bundeswehr selbst schlug schließlich am 12. November 1955, als den ersten Soldaten ihre Ernennungsurkunden in der Ermekeilkaserne überreicht wurden.

## Ehemalige Streitkräfte auf dem Gebiet des heutigen Deutschland (Auswahl)
Für die Geschichte der folgenden, ehemaligen Streitkräfte auf dem Gebiet des heutigen Deutschland siehe die zugehörigen Hauptartikel:
- Reichsarmee oder Reichsarmatur: das Heeresaufgebot des Heiligen Römischen Reiches (Erstes Kaiserreich), das anders als in fränkischer Zeit neben dem Vasallenheer erstmals ein Söldnerheer umfasste. Es diente sowohl als Instrument der Reichsexekution nach innen als auch zur Verteidigung des Reiches nach außen.
- Preußische Armee: das stehende Heer des deutschen Staates Brandenburg-Preußen seit dem 17. Jahrhundert bis zum Ende des Ersten Weltkriegs.
- Bundesheer (Deutscher Bund): Koalitionskräfte der im Deutschen Bund organisierten deutschen Staaten von 1822 bis 1866
- Die Streitkräfte des Deutschen Kaiserreichs – das Militär in den Jahren von 1871, dem Zeitpunkt der Reichsgründung, bis 1918, dem Ende des Ersten Weltkrieges (siehe die Bestandteile Deutsches Heer, Kaiserliche Marine, Landwehr).
- Reichswehr: die deutschen Streitkräfte von 1919 bis 1935, während der Weimarer Republik und der ersten beiden Jahre des „Dritten Reichs“.
- Wehrmacht: 1935 aus der Reichswehr hervorgegangene Streitkräfte während der Zeit des Nationalsozialismus bis zum Jahr 1945.
- Alliierte Streitkräfte zwischen 1945 und 1994.
- Bundesgrenzschutz: von 1951 bis heute, zählt als Vorläufer der Bundeswehr
- Kasernierte Volkspolizei: von 1952 bis 1956 die Streitkräfte der DDR.
- Nationale Volksarmee: von 1956 bis 1990 die Streitkräfte der DDR.

## Die ersten Jahre der Bundeswehr – Jahre des Aufbaus
Zur militärischen Lage der Bundesrepublik Deutschland Anfang der 1950er Jahre siehe den Artikel Himmeroder Denkschrift.

### Das „Amt Blank“

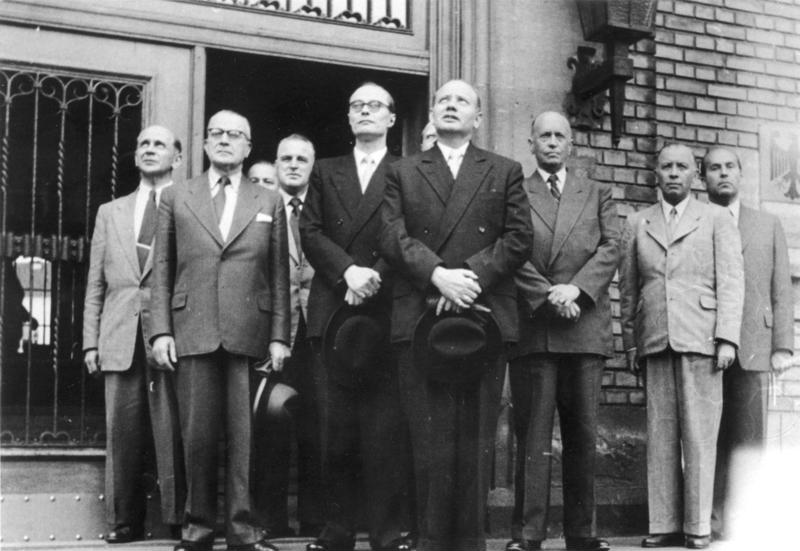
Mitarbeiter des Amtes Blank vor der Ermekeilkaserne. Von links nach rechts: Gerhard Loosch, Ernst Wirmer, Theodor Blank, Wolfgang Holtz, Adolf Heusinger.

Nach dem Zweiten Weltkrieg beschlossen die alliierten Besatzungsmächte USA, Großbritannien, Frankreich und die Sowjetunion unter anderem im Potsdamer Abkommen die vollständige Entmilitarisierung des vormaligen Deutschen Reichs. Die Wehrmacht wurde von den Alliierten mit Kontrollratsgesetz Nr. 34 am 20. August 1946 offiziell aufgelöst.
Der Präsident des Parlamentarischen Rates Konrad Adenauer (CDU) bezeichnete bereits im März 1949 den vollen Beitritt eines westdeutschen Staates zur NATO als eine vordringliche Aufgabe der ersten westdeutschen Regierung und sprach sich als Bundeskanzler am 30. November 1949 in einem Interview öffentlich über die Bereitschaft zur Stellung eines deutschen Kontingentes für eine europäische Armee und der damit zusammenhängenden Wiederbewaffnung. Der Deutsche Bundestag lehnte zuvor in seiner ersten außenpolitischen Debatte am 24. und 25. November 1949 eine nationale Wiederbewaffnung noch mehrheitlich ab. Anfang der 1950er Jahre rückte zunehmend der Kalte Krieg in den Fokus der bundesdeutschen Regierung. Am 16. März 1950 sprach sich der britische Oppositionsführer Winston Churchill für einen deutschen Verteidigungsbeitrag aus.
Adenauer ernannte am 24. Mai 1950 den ehemaligen Panzergeneral Gerhard Graf von Schwerin zu seinem Berater in technischen Fragen der Sicherheit. Er sollte im Geheimen Vorbereitungen zum Aufbau einer „mobilen Bundesgendarmerie“ als Gegengewicht zu den kasernierten Bereitschaften der DDR treffen. Besonders der am 25. Juni 1950 beginnende Koreakrieg verstärkte sowohl in der Bundesrepublik Deutschland wie auch im Westen Europas und in den USA Bestrebungen, bundesdeutsche Streitkräfte für die Abwehr einer Bedrohung aus dem Osten aufzustellen, damals als „westdeutscher Verteidigungsbeitrag“ bezeichnet. Adenauer war der Meinung, eine neue deutsche Armee sei notwendig, um den Westen und seine Demokratie zu schützen und dadurch mehr Stabilität und Stärke der Demokratie zu erreichen. So könne sich die westliche Demokratie in der Bundesrepublik gegen das östliche antidemokratische System der DDR wehren. Der amerikanische Hohe Kommissar, John J. McCloy, erklärte am 6. Juli 1950 in Frankfurt am Main, die Westmächte würden einen Angriff auf Westdeutschland als einen Angriff gegen sich selbst betrachten.
Für Adenauer spielte außerdem die Erlangung der weitgehenden Souveränität der Bundesrepublik Deutschland, die noch immer durch das Besatzungsstatut stark eingeschränkt war, eine wichtige Rolle. In den Verhandlungen mit den Alliierten galt für ihn der Grundsatz: Wiederbewaffnung gegen Souveränität.
Am 26. Juli 1950 hat der Deutsche Bundestag mehrheitlich seine Bereitschaft zum Abschluss eines europäischen Bundespaktes und zur Schaffung einer übernationalen Bundesgewalt bekundet.
Am 11. August 1950 billigt die Beratende Versammlung des Europarates mit Mehrheit den Vorschlag des britischen Oppositionsführers, Winston Churchill, eine europäische Armee unter Einbeziehung deutscher Kontingente zu schaffen.
Am 18. August 1950 forderte Bundeskanzler Adenauer in einem Interview mit der US-Zeitung New York Times eine Verstärkung der Alliierten Streitkräfte in Europa und als Gegengewicht zur Kasernierten Volkspolizei in der Sowjetzone eigene Verteidigungstruppen in der Bundesrepublik Deutschland.
Vom 5. bis zum 9. Oktober 1950 tagte eine Kommission ehemaliger hoher Wehrmachtsangehöriger im Kloster Himmerod in der Eifel. Sie verfassten eine „Denkschrift über die Aufstellung eines bundesdeutschen Kontingents im Rahmen einer internationalen Streitmacht zur Verteidigung Westeuropas“, in der erstmals Strukturen und Umfänge neuer bundesdeutscher Streitkräfte beschrieben wurden, die so genannte Himmeroder Denkschrift. Sie enthielt auch erste Überlegungen zur inneren Ordnung der Bundeswehr, der später so genannten Inneren Führung. Aus Protest gegen die Wiederaufrüstungspolitik tritt Bundesinnenminister Gustav Heinemann (CDU) am 9. Oktober 1950 zurück.
Am 24. Oktober 1950 legte der französische Ministerpräsident René Pleven einen nach ihm benannten Pleven-Plan für eine europäische Armee als Voraussetzung für einen Beitrag Deutschlands zur Verteidigung Europas vor.
Am 26. Oktober 1950 berief Adenauer Theodor Blank zum Beauftragten des Bundeskanzlers für die mit der Vermehrung der alliierten Truppen zusammenhängenden Fragen. Aus diesem so genannten Amt Blank entstand später das Bundesministerium der Verteidigung, welches in der Bonner Ermekeilkaserne untergebracht war. Die Arbeit des Amts Blank, die der Vorbereitung einer Wiederbewaffnung diente, widersprach eigentlich den Bestimmungen der Alliierten, wonach die Staaten Deutschlands langfristig entmilitarisiert bleiben sollten; sie war jedoch den Westalliierten bekannt und wurde von ihnen angesichts des sich abzeichnenden Kalten Krieges geduldet und sogar gefördert.

### Wiederbewaffnungsdiskussion und Pleven-Plan
Im Deutschen Bundestag stimmten am 8. November 1950 die Regierungsparteien CDU, CSU, FDP und DP dem deutschen Verteidigungsbeitrag auf der Basis des französischen Pleven-Plans zu. Die Verteidigungsminister der NATO billigten am 19. Dezember 1950 die Teilnahme deutscher Kontingente an einer europäischen Armee. Offen blieb jedoch, ob das im Rahmen des Pleven-Planes oder in der Form deutscher Divisionen im Atlantischen Bündnissystem erfolgen sollte.
Wichtig für den Aufbau neuer Verteidigungskräfte, welche ab 16. März 1951 zunächst im paramilitärisch organisierten Bundesgrenzschutz (BGS; heute Bundespolizei) ausgebildet wurden, war die am 23. Januar 1951 erfolgte Ehrenerklärung für die Soldaten der Wehrmacht durch den damaligen Oberbefehlshaber der NATO-Streitkräfte, Dwight D. Eisenhower gegenüber Bundeskanzler Konrad Adenauer. Dies machte die Wiedereingliederung ehemaliger Wehrmachtskader und Mannschaften erst möglich, da zu diesem Zeitpunkt nur wenige Nachkriegsjahrgänge und so gut wie keine Offiziere zur Verfügung gestanden hätten. Daher waren die ersten Soldaten der Bundeswehr auch Offiziere und Unteroffiziere, die in der Wehrmacht gedient hatten. Am 5. April 1951 folgte die Ehrenerklärung des Bundeskanzlers für die deutschen Soldaten vor dem Deutschen Bundestag.
Der mit Infanteriewaffen und Schützenpanzern ausgestattete BGS gilt in seiner damaligen Form als Vorläuferorganisation der Bundeswehr und stellte das Gegenstück zu den kasernierten Einheiten der Deutschen Volkspolizei der DDR dar.
Bei der Außenministerkonferenz vom 27. bis 30. Dezember 1951 mit Beteiligung aus Belgien, den Niederlanden, Luxemburg, Frankreich, Italien und der Bundesrepublik Deutschland beschließen die Minister sowie Bundeskanzler Konrad Adenauer, der zugleich Bundesminister des Auswärtigen war, ihre Zustimmung zur Annahme des Pleven-Plans und der Aufstellung einer europäischen Armee bis zum 30. Juni 1954.
Die innenpolitischen Widerstände gegen eine Wiederbewaffnung waren enorm. Vor allem die beiden großen Parteien SPD und CDU waren völlig gegensätzlicher Meinung über die Frage, ob es moralisch zu verantworten sei, dass die neue Bundesrepublik Deutschland nach der Hitler-Diktatur im vorangegangenen Deutschen Reich über eine Armee verfügen sollte. Trotzdem führte schon die Debatte um die Bewaffnung zur Gründung von Friedensbewegungen wie zum Beispiel der Ohne mich-Bewegung. Der Deutsche Bundestag stimmt gegen die Stimmen der SPD am 8. Februar 1952 einem deutschen Verteidigungsbeitrag grundsätzlich zu.
Am 10. März 1952 bot der Vorsitzende des Ministerrats der UdSSR, Josef Stalin, den Westmächten (Frankreich, Großbritannien, USA) in einer Note Verhandlungen über die Wiedervereinigung und Neutralisierung Deutschlands an. Diese Note und die Erwiderungen Stalins auf die Antworten der Westmächte werden als Stalin-Noten bezeichnet.
Am 26. Mai 1952 wurde der Deutschlandvertrag, Vertrag über die Beziehungen zwischen der Bundesrepublik Deutschland und den Drei Mächten, auch Generalvertrag genannt, zwischen der Bundesrepublik Deutschland und den westlichen Hauptsiegermächten (Frankreich, Großbritannien, USA) geschlossen, der aber erst am 5. Mai 1955 zeitgleich mit dem NATO-Beitritt in leicht abgeänderter Version in Kraft trat. Er regelte das Ende des Besatzungsstatuts in der Bundesrepublik Deutschland und gab dieser in diesem Zusammenhang die Rechte eines souveränen Staates. Fortan unterlag das Recht ausländischer Truppen zum Aufenthalt auf dem Gebiet der Bundesrepublik Deutschland deren Zustimmung.
Am 27. Mai 1952 wurde der Vertrag zur Europäischen Verteidigungsgemeinschaft (EVG) unterzeichnet und die Westmächte geben eine Garantieerklärung für die EVG und Berlin ab und sichern die Stationierung von Truppen zu.
Am 25. April 1953 kam zwischen der Bundesrepublik, den übrigen Mitgliedern der EVG sowie Großbritannien und den USA ein Abkommen über die Höhe des deutschen Verteidigungsbeitrages für 1953/54 zustande. Dieser betrug monatlich 950 Millionen DM.
Am 18. März 1954 veröffentlichte die Dienststelle Blank Pläne für einen deutschen Verteidigungsbeitrag. Danach waren sechs Infanteriedivisionen, vier Panzerdivisionen, zwei Panzergrenadierdivisionen, eine taktische Luftwaffe mit 1.400 Flugzeugen und Schiffe bis 1500 t zum Küstenschutz vorgesehen.

### EVG-Verträge
Am 26. Februar 1954 wurde im Deutschen Bundestag über einen „deutschen Wehrbeitrag“ debattiert. Das war nötig geworden, weil die auch von der Bundesrepublik angenommenen Verträge über die Europäische Verteidigungsgemeinschaft (EVG) die Schaffung einer gemeinsamen Armee in Westeuropa vorsahen. Schließlich wurde nach der dritten Lesung die 1. Wehrnovelle („Gesetz zur Ergänzung des Grundgesetzes“) mit 2/3-Mehrheit (vor allem durch Mitglieder der CDU/CSU-Fraktion) angenommen. Auch der Bundesrat stimmte zu, sodass das Gesetz mit der Unterzeichnung durch Bundespräsident Theodor Heuss am 26. März 1954 in Kraft treten konnte. Das Grundgesetz wurde in drei Punkten geändert:
- Artikel 73: Der Bund bekommt die ausschließliche Gesetzgebung nun auch über die „Verteidigung einschließlich der Wehrpflicht der Männer vom vollendeten 18. Lebensjahr an und des Schutzes der Zivilbevölkerung“
- Artikel 79 Absatz 1: Das Verfassungsänderungsverfahren wird für völkerrechtliche Verträge, die „eine Friedensregelung, […] zum Gegenstand haben oder der Verteidigung der Bundesrepublik zu dienen bestimmt“ erleichtert
- Artikel 142a: Im neu angelegten Artikel wird erklärt „Die Bestimmungen dieses Grundgesetzes stehen“ dem EVG-Vertrag „nicht entgegen“.

Sofort nach Inkrafttreten der Verfassungsänderung wurde mit der Rekrutierung Freiwilliger für die neue europäische Armee, die in den EVG-Verträgen vorgesehen war, begonnen. Als allerdings am 31. August 1954 die französische Nationalversammlung die Verabschiedung des EVG-Vertrages vertagte, war diese Armee gescheitert. Es musste eine neue Möglichkeit für einen bundesdeutschen Wehrbeitrag gesucht werden.

### NATO-Beitritt
Von Anfang an war die Bundeswehr als eine Armee im internationalen Kontext geplant gewesen. Somit sollte (wie auch durch die EVG Verträge) ein Alleingang der Bundesrepublik Deutschland grundsätzlich verhindert werden. Der spätere Bundeskanzler Konrad Adenauer sprach bereits im März 1949 vom Beitritt Deutschlands zur NATO als einer vordringlichen Aufgabe einer deutschen Regierung.
Die Londoner Akte vom 3. Oktober 1954 mit den Unterzeichnerstaaten Belgien, Bundesrepublik Deutschland, Frankreich, Italien, Kanada, Luxemburg, Niederlande, Großbritannien und den USA beschloss die Souveränität der Bundesrepublik, den Beitritt der Bundesrepublik zum Brüsseler Pakt (WEU) und zur NATO und erbringt Zusicherungen der USA, Großbritanniens und Kanadas, ihre Truppen auf dem europäischen Kontinent zu belassen.
Am 23. Oktober 1954 gab Bundeskanzler Adenauer eine Erklärung zur Rüstungsbeschränkung ab. Darin verzichtet die Bundesrepublik auf die Herstellung von atomaren, chemischen und biologischen Waffen. Hinsichtlich des westdeutschen Verteidigungsbeitrages bestimmten die Pariser Verträge eine Aufstellung von zwölf Divisionen, dabei sollte eine maximale Stärke von etwa 500.000 Soldaten nicht überschritten werden. Die deutschen Soldaten sollten unter den Befehl der integrierten NATO-Stäbe unterstellt werden und die Integration in der Regel auf der Ebene der Heeresgruppen erfolgen.
Der NATO-Rat setzte am 18. Dezember 1954 unter Abänderung der Beschlüsse von Lissabon die Soll-Stärke der NATO-Streitkräfte in Mitteleuropa auf 30 Divisionen fest. Ausgleich für diese Verringerung bei der konventionellen Stärke war die zunehmende Ausrüstung mit taktischen Atomwaffen.
Die Sowjetunion erklärte am 25. Januar 1955 den Kriegszustand mit Deutschland für beendet. Sie behielt sich jedoch weiterhin alle Rechte und Pflichten vor, die sich aus den alliierten Verträgen über Deutschland als Ganzes ergaben. Die osteuropäischen Staaten folgten diesem Schritt.
Am 27. Februar 1955 ratifizierte der Deutsche Bundestag die Pariser Verträge, die Bundesrepublik wurde somit NATO-Mitglied. Die Verträge traten zum 5. Mai 1955 in Kraft. Der Beitritt der Bundesrepublik wurde mit einer Zeremonie am 9. Mai 1955 in Paris abgeschlossen.
Die USA und die Bundesrepublik hinterlegten am 20. April 1955 die Ratifikationsurkunden für das Protokoll über die Beendigung des Besatzungsregimes (Deutschlandvertrag) sowie für die Verträge über den Aufenthalt ausländischer Streitkräfte in der Bundesrepublik (Truppen-, Finanz- und Steuerverträge). Großbritannien und Frankreich hinterlegten ihre Ratifikationsurkunden am 5. Mai. Mit den USA wurde außerdem am 27. Dezember 1955 ein Gegenseitiger Verteidigungsvertrag unterzeichnet.
Am 14. Mai 1955 wurde mit dem Warschauer Pakt zwischen Albanien, Bulgarien, DDR, Polen, Rumänien, Sowjetunion, CSR und Ungarn ein Gegenbündnis zur NATO gegründet. Der in Warschau unterzeichnete »Vertrag über Freundschaft, Zusammenarbeit und gegenseitigen Beistand« ist die Reaktion des Ostblocks auf die ratifizierten Pariser Verträge.
Im Juli 1956 fand das erste NATO-Manöver mit deutscher Beteiligung durch Einheiten der 2. Grenadierdivision aus Kassel im Raum Göttingen statt.

### NATO-Truppenstatut
Die Bundesrepublik Deutschland unterzeichnete das NATO-Truppenstatut mit den Mitgliedstaaten Belgien, Dänemark, Frankreich, Großbritannien, Island, Italien, Kanada, den Niederlanden, Norwegen, Portugal und den USA vom 19. Juni 1951 (BGBl. 1961 II 1120) mit Zusatzabkommen vom 3. August 1959 (BGBl. 1961 II 1218).

### Gründung der Bundeswehr

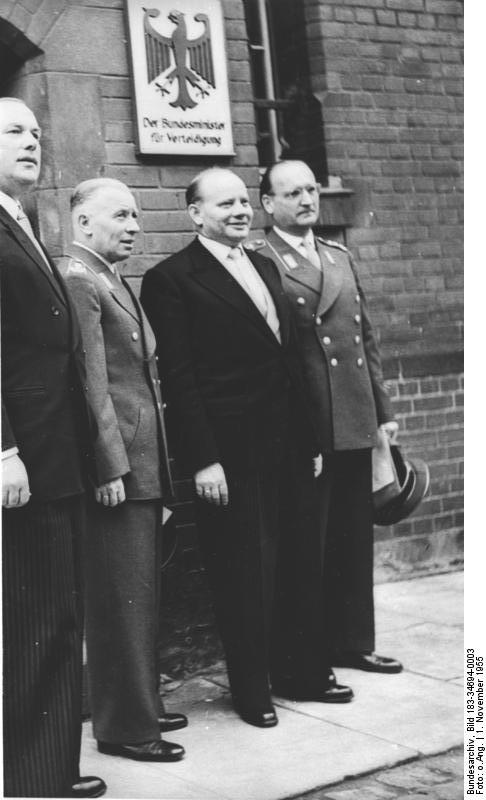
Adolf Heusinger, Theodor Blank und Hans Speidel vor der Ermekeilkaserne in Bonn 1955

Im Folgenden begann der eigentliche Aufbau der Bundeswehr, die allerdings bis dahin noch keinen Namen trug und in zeitgenössischen Dokumenten als „bundesdeutsche Wehrmacht“ bezeichnet wurde. Am 7. Juni 1955 wurde das vormalige „Amt Blank“ umbenannt. Mit Theodor Blank als erstem Verteidigungsminister hieß es nun „Bundesministerium für Verteidigung“.
Am 30. Juni 1955 unterzeichneten US-Botschafter James B. Conant und Außenminister Heinrich von Brentano in Bonn ein Abkommen über die gegenseitige Verteidigungshilfe zwischen den USA und der Bundesrepublik. In diesem Vertrag sicherten die USA den neu aufzustellenden Streitkräften der Bundesrepublik Deutschland umfangreiche Rüstungslieferungen zu.
Am 13. Juli 1955 wurden zwischen US-Botschafter Conant und Bundeskanzler Konrad Adenauer die Überlassung von halbautomatischen Sturmgewehren, Panzern, Artilleriegeschützen, Feldhaubitzen und Kampfflugzeugen vereinbart. Im Gegenzug war Westdeutschland verpflichtet, die Waffen nur zur Verteidigung im Rahmen des NATO-Bündnisses einzusetzen und sie nicht an Dritte zu verkaufen oder zu überlassen. Die SPD-Opposition im Deutschen Bundestag stimmte erst in dritter Lesung dem Vertrag zu, der am 14. Dezember 1955 in Kraft trat.
Am 15. und 16. Juli 1955 verabschiedete der Deutsche Bundestag gegen die Stimmen der SPD das Freiwilligengesetz, das die Einstellung von 6.000 Freiwilligen in die Bundeswehr gestattete. Einstimmig billigte der Bundestag das Gesetz über den Personalgutachterausschuss, der über die Wiederverwendung von ehemaligen Offizieren der alten Wehrmacht vom Oberst aufwärts entscheiden sollte. Schon zehn Tage später wurden die ersten Offiziere der neuen Bundeswehr – vor ihrer offiziellen Ernennung – zum Obersten Hauptquartier der NATO (Supreme Headquarters Allied Powers Europe) entsandt, um sich dort einzuarbeiten. Gleichzeitig begann die Ausbildung von Strahlflugzeugführern in den USA und in Großbritannien. Bis zum 1. August 1955 meldeten sich 150.000 Bürger freiwillig zur Bundeswehr.

### Aufstellungsplan
Der am 21. September 1955 von der Bundesregierung bekanntgegebene Aufstellungsplan sah vor, dass bis zum Januar 1959 der Aufbau des Heeres mit zwölf Divisionen und bis Januar 1960 auch der Aufbau von Luftwaffe und Marine fertig gestellt sein sollte. Die voraussichtlichen Gesamtkosten dieses Planes wurden mit 51 Milliarden DM (ca. 25 Milliarden €) beziffert. Ein vom Parlament genehmigter Schiffbauplan sah zudem den Bau folgender Einheiten vor: zwölf Zerstörer, sechs Geleitboote, 40 Schnellboote, 24 Küstenminensuchboote, 30 Schnelle Minensuchboote, zwölf Uboote, 36 Landungsboote, zwei Minenschiffe, zehn Küstenwachboote, elf Tender für Kleinboote, ein Schulschiff, ein Segelschulschiff, 65 Flugzeuge, diverse Hilfs-, Versuchs- und Übungsfahrzeuge.
Am 10. Oktober 1955 ernannte Bundespräsident Theodor Heuss die ersten Soldaten der neuen deutschen Streitkräfte.
Am 12. November 1955 überreichte Theodor Blank in der Ermekeilkaserne in Bonn den ersten 101 freiwilligen Soldaten ihre Ernennungsurkunden. Anfang 1956 wurden die ersten drei Standorte in Betrieb genommen und insgesamt 1.000 Soldaten dort stationiert:
- Heer: Andernach
- Luftwaffe: Nörvenich
- Marine: Wilhelmshaven

Der 12. November 1955 war der 200. Geburtstag des preußischen Generals Gerhard von Scharnhorst, der sich um die preußische Heeresreform von 1807 bis 1813 verdient gemacht hatte. Mit dieser Wahl des Gründungstags der neuen bundesdeutschen Streitkräfte zeigte sich bereits, in welcher Tradition die Bundeswehr stehen sollte. Es wurde ein Reservisten- und Wehrpflichtsystem geschaffen. 

Hoheitszeichen der Bundeswehr ab Oktober 1956 (Version seit 1984)

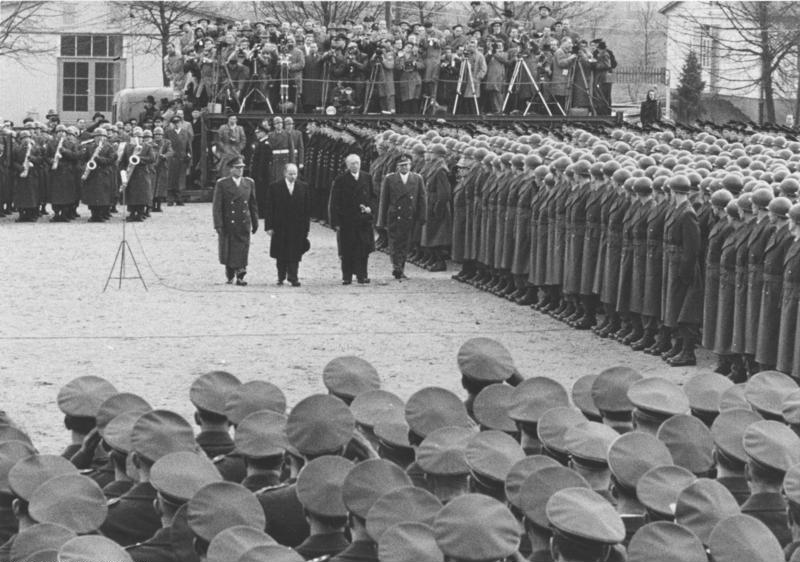
Bundeskanzler Adenauer besucht die Soldaten der neugegründeten Bundeswehr in Andernach 1956

Am 20. Januar 1956 besuchte Bundeskanzler Konrad Adenauer die ersten 1500 freiwilligen Soldaten der Bundeswehr in Andernach.
Am 21. August 1956 werden die Stäbe der im Aufbau befindlichen 3. und 5. Panzerdivision und der 1., 2. und 4. Panzergrenadierdivision sowie je eine Luftlande- und Gebirgsjägerbrigade aufgestellt. Die Stärke der Bundeswehr beträgt rund 47.000 Soldaten.
Am 24. September 1956 bestimmte Bundespräsident Theodor Heuss ein schwarzes Kreuz (Eisernes Kreuz) mit weißer Umrandung als Erkennungszeichen für die Luft- und Kampffahrzeuge der Bundeswehr.
Im Oktober 1956 befürworteten einer Allensbach-Umfrage zufolge 38 % der Bundesbürger die Bundeswehr. Nach dem Bau der Berliner Mauer 1961 stieg dieser Wert auf 60 %.
Im Dezember 1956 verfügte die Bundesmarine über 65 Einheiten und 7657 Soldaten.
Erster Generalinspekteur der Bundeswehr wurde am 1. Juni 1957 General Adolf Heusinger.

### Namensgebung „Bundeswehr“

Bundeswehr Logoschriftzug bis in die 1960er Jahre

Während der Gründungszeit waren für die neue bundesdeutsche Armee vor allem die Bezeichnungen „Wehrmacht“ und „Bundeswehr“ im Gespräch. Während der Begriff „Wehrmacht“ durch das nationalsozialistische Regime erheblich belastet war, schien dem Sicherheitsausschuss des Deutschen Bundestages der Name „Bundeswehr“ passender. Er lehnte sich an die Bezeichnung „Reichswehr“ für die Streitkräfte der Weimarer Republik an. Bei der Debatte um das Soldatengesetz am 22. Februar 1956 wurde dem Antrag des Vorsitzenden Richard Jaeger, die neuen Streitkräfte „Bundeswehr“ zu nennen, stattgegeben. Jaeger selbst nannte als eigentlichen Namensgeber den ehemaligen General und damaligen FDP-Abgeordneten Hasso von Manteuffel.
Der Begriff „Bundeswehr“ geht bereits auf den Vorschlag des Abgeordneten und Majors Daniel Friedrich Gottlob Teichert über ein Konzept zur Bildung einer Volkswehr durch Zusammenschluss von Bürgerwehren zurück, anlässlich einer Verhandlung der Frankfurter Nationalversammlung vom 5. März 1849.

### Personalgutachterausschuss und nationalsozialistische Vergangenheit
Besonders problematisch in den Anfangsjahren der Bundeswehr war die Einstellung neuer Offiziere höherer Dienstgrade. Eine „saubere“ Besetzung dieser Posten war kaum möglich, da nahezu alle militärisch vorgebildeten Bürger eine belastete Vergangenheit während der nationalsozialistischen Diktatur hatten, solche Personen aber zur Schaffung einer Führungsstruktur unbedingt notwendig waren. Um das Risiko zu minimieren die „falschen“ Soldaten einzustellen, wurden alle Offiziere vom Oberst aufwärts durch den Personalgutachterausschuss überprüft, ein Gremium aus 38 Persönlichkeiten des öffentlichen Lebens, die vom Bundespräsidenten auf Vorschlag der Bundesregierung und nach Bestätigung durch den Bundestag ernannt worden waren. Dieser Ausschuss prüfte bis zum 25. November 1957 insgesamt 600 Bewerber, nahm 486 an und lehnte 53 ab.
Auf den Vorwurf, alle hohen Offiziere hätten in der Wehrmacht gedient, antwortete Bundeskanzler Adenauer sinngemäß, die NATO nehme ihm keine 18-jährigen Generale ab.
Bei Gründung der Bundeswehr stammten deren Offiziere und Unteroffiziere fast ausnahmslos aus der Wehrmacht – teilweise auch aus der Waffen-SS. Im Jahre 1959 waren von 14.900 Bundeswehroffizieren 12.360 bereits in der Reichswehr oder Wehrmacht zu Offizieren ernannt worden. 300 Offiziere entstammten der Waffen-SS.

### Übernahme von Personal des BGS und alliierter Dienstgruppen

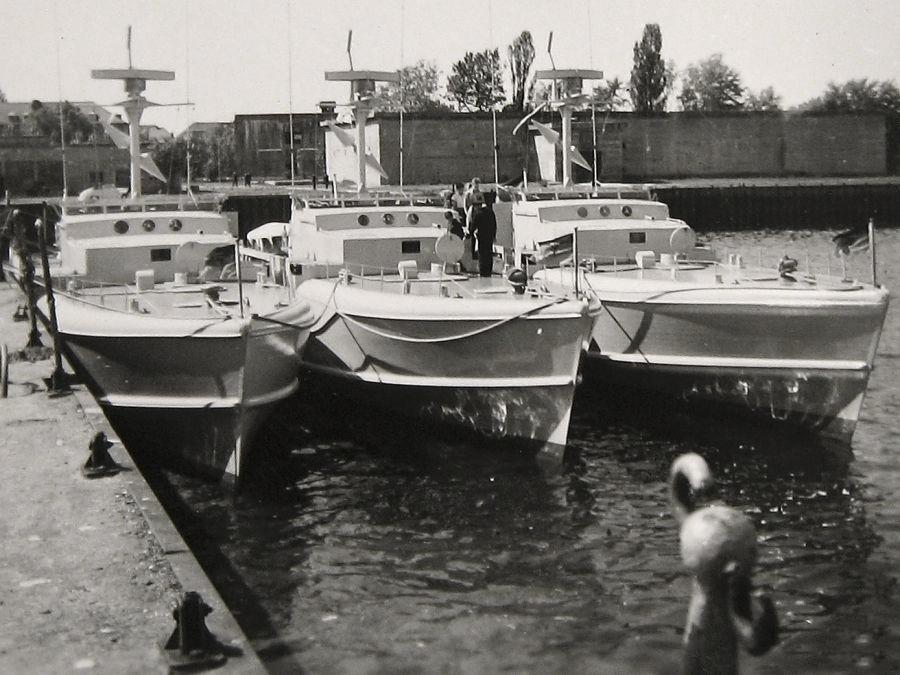
Drei für den Seegrenzschutz gebaute Schnellboote nach Übernahme in die Bundesmarine 1956

Um einen beschleunigten Aufbau der Bundeswehr zu gewährleisten, war bereits am 30. Mai 1956 das 2. Gesetz über den Bundesgrenzschutz in Kraft getreten. Mit diesem Gesetz wurde der Bundesminister für Verteidigung ermächtigt, aus Freiwilligenverbänden des BGS Verbände der Bundeswehr aufzustellen. BGS-Beamte hatten im Zeitraum vom 1. bis 30. Juni 1956 die Möglichkeit, eine Erklärung abzugeben, dass sie im Bundesgrenzschutz verbleiben wollten. Wer dies nicht tat, wurde zum 1. Juli 1956 in die Bundeswehr überführt. Die ehemaligen BGS-Beamten erhielten dabei den nächsthöheren Dienstgrad und Möglichkeiten einer schnelleren Beförderung. Besonders ehemalige Wehrmachtsangehörige im BGS nutzten dies, da sie im Bundesgrenzschutz bisher oft um drei Dienstgrade niedriger Dienst taten als in der Wehrmacht, bei der Bundeswehr jedoch nach ihrem letzten Rang in der Wehrmacht beurteilt wurden.
Anfangs bestand die Masse der neuen deutschen Streitkräfte aus 9.572 ehemaligen BGS-Beamten und Freiwilligen, von denen ein Teil in verschiedenen alliierten Dienstgruppen gedient hatte. Am 21. August 1956 wurde die Stärke der Bundeswehr mit 47.000 Soldaten angegeben. Aufgestellt wurden zunächst die Stäbe der 3. und 5. Panzerdivision, der 1., 2. und 4. Grenadierdivision sowie je einer Luftlande- und Gebirgsjägerbrigade. Ab 1. April 1957 kamen dann die ersten Wehrpflichtigen des Jahrgangs 1937 dazu. Der BGS bildete die Grundlage für die 2., 3. und 4. Grenadierdivision, drei Musikkorps und die Führungsebene des Panzeraufklärungsbataillons 5 sowie des Panzerfernmeldebataillons 3. Auch die Bundesmarine rekrutierte sich vornehmlich aus Angehörigen des Seegrenzschutzes und anderer unter alliierter Kontrolle stehender Seeverbände. Aus Mangel an Bundeswehruniformen und Unterkünften behielten die ehemaligen Bundesgrenzschutzleute anfangs ihre bisherige Ausrüstung und blieben in den BGS-Kasernen. Sie mussten lediglich das Abzeichen mit dem Bundesadler vom linken Oberärmel abtrennen. Bereits im Dezember 1957 betrug die Stärke der Bundeswehr etwa 118.000 Soldaten.

### Grundgesetz 1949 und Bundeswehr
Als das Grundgesetz am 23. Mai 1949 in Kraft trat, gab es noch keine deutschen Streitkräfte. Dennoch enthielt das Grundgesetz schon zu dieser Zeit eine Reihe von Bestimmungen, die sich auf sie bezogen:
- Im Grundrechtsteil Art. 4, Abs. 3: „Niemand darf gegen sein Gewissen zum Kriegsdienst mit der Waffe gezwungen werden“.
- Im Art. 24, Abs. 2 wird bestimmt, dass der Bund Hoheitsrechte auf zwischenstaatliche Einrichtungen „zur Wahrung des Friedens in einem Systems gegenseitiger kollektiver Sicherheit“ übertragen kann.
- Art. 26, Abs. 1 verbietet das Vorbereiten eines Angriffskrieges
- Art. 26, Abs. 2 bestimmt, dass „zur Kriegführung bestimmte Waffen“ „nur mit Genehmigung der Bundesregierung hergestellt, befördert und in Verkehr gebracht werden“ dürfen

### Wehrverfassung und Wehrgesetze nach 1955
Am 22. März 1956 trat die im Deutschen Bundestag mit großer Mehrheit beschlossene Wehrverfassung in Kraft. Durch die Ergänzung des Grundgesetzes mit dem Artikel 87a, wurde festgelegt, dass der Bund Streitkräfte zur Verteidigung aufstellt. Mit Art. 87b wurde eine eigenständige Wehrverwaltung eingerichtet. Sie dient den Aufgaben des Personalwesens und der unmittelbaren Deckung des Sachbedarfs der Streitkräfte.
Am 1. April 1956 trat das Gesetz über die Rechtsstellung der Soldaten (Soldatengesetz) in Kraft.
Am 21. Juli folgte das Wehrpflichtgesetz, das eine Wehrpflicht für Männer zwischen dem 18. und 45. Lebensjahr vorsah.
Mit der Verabschiedung des Gesetzes über die Wehrbeschwerdeordnung (WBO) am 14. Dezember 1956 und des Gesetzes über den Wehrbeauftragten am 11. April 1957 wurde das Amt des Wehrbeauftragten des Bundestages geschaffen. Erst am 19. Februar 1959 wählte der Bundestag Helmuth von Grolman als ersten Amtsträger.
Am 21. Februar 1957 wird das Gesetz über die Wehrdisziplinarordnung (WDO) und am 12. April das Soldatenversorgungsgesetz (SVG) vom Bundestag verabschiedet.

#### Wehrpflicht

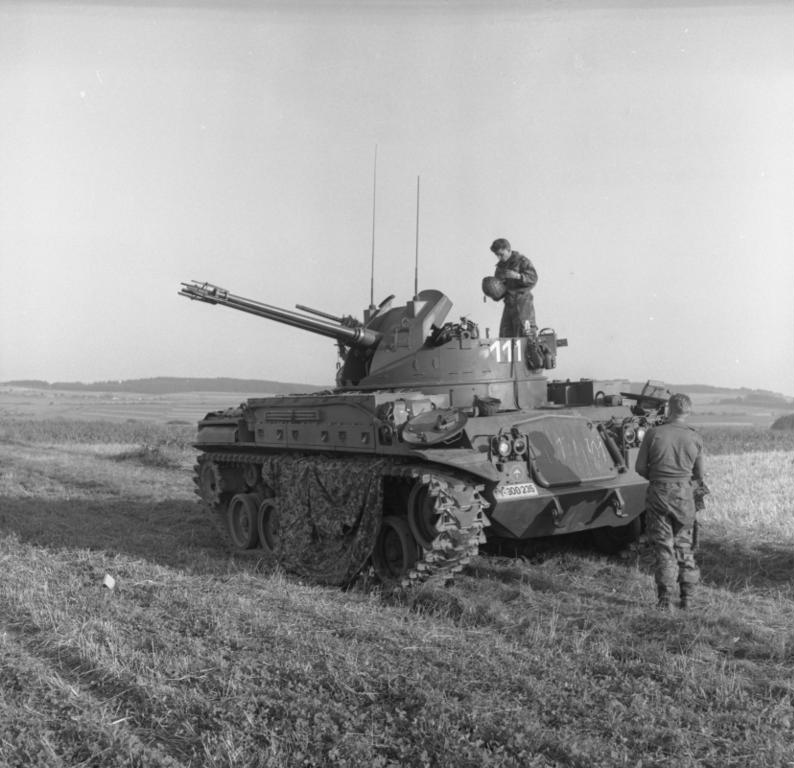
Soldaten mit Flak-Panzer M42 Duster im Herbstmanöver 1958

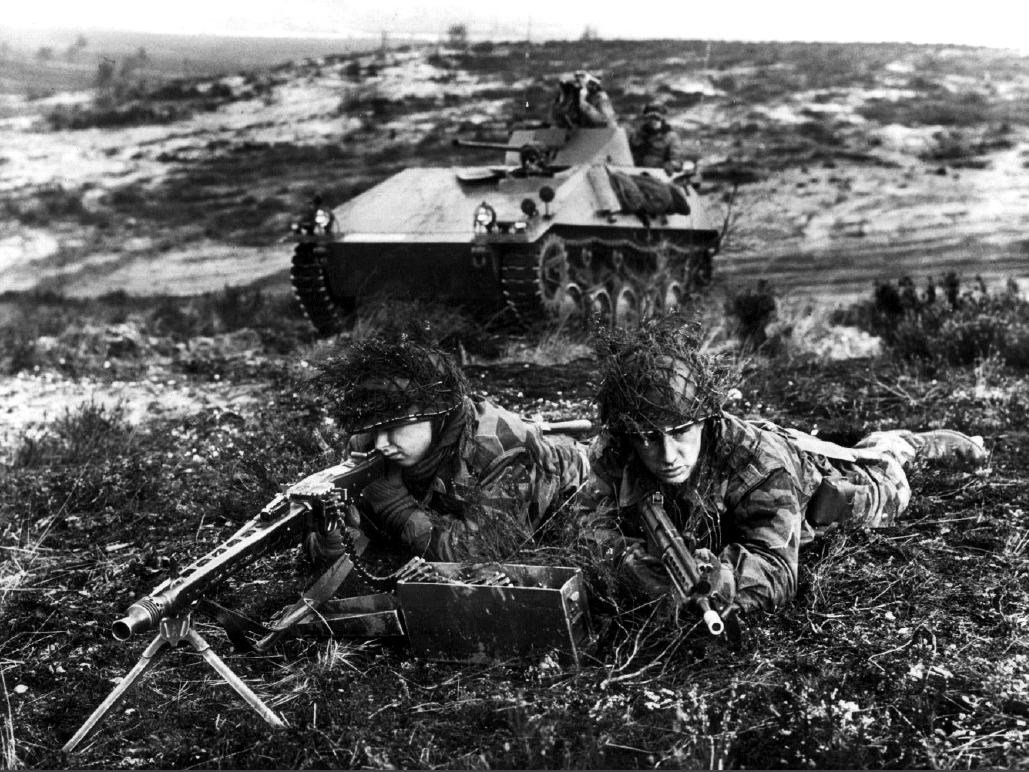
Bundeswehrsoldaten während eines Manövers, 1960

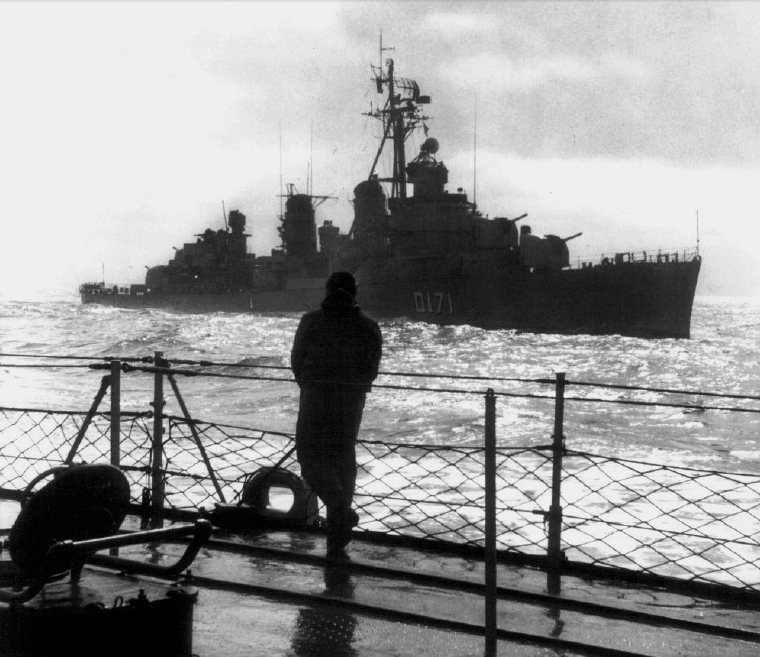
Zerstörer 1, der erste von den USA übernommene Zerstörer der Bundesmarine in See 1960

Schon vor der Gründung der Bundeswehr wurde in der Himmeroder Denkschrift ein Wehrpflichtsystem vorgeschlagen, da nur so eine angemessene Truppenstärke erreicht werden könne. Außerdem sollte die Wehrpflicht ein enges Bindeglied zwischen Staat bzw. Staatsbürgern und Armee sein. So sollte die Bildung eines „Staats im Staat“, wie er sich mit der Reichswehr in der Weimarer Republik nach dem Versailler Vertrag herausbildete, vermieden werden. Die Wehrpflicht ist fester Bestandteil der Idee des „Staatsbürgers in Uniform“.
Mit dem Erlass des Wehrpflichtgesetzes vom 7. Juli 1956 wurde der Vorschlag der Himmeroder Denkschrift dann umgesetzt und für Männer ein zunächst 12-monatiger Grundwehrdienst eingeführt. 1956 erhielten die ersten Zeitsoldaten ihre Ernennungsurkunden. Am 1. April 1957 traten dann die ersten 10.000 Wehrpflichtigen ihren Dienst an. Am 16. Januar 1958 rückten 7.600 Wehrpflichtige erstmals auch bei Luftwaffe und Marine ein. Bis 1960 dienten in der Bundeswehr neben den Zeit- und Berufssoldaten bereits 268.629 Grundwehrdienstleistende. Darüber hinaus war es auch möglich seinen Wehrdienst beim Bundesgrenzschutz abzuleisten. Bis 2010 leisteten über acht Millionen junge Männer in Deutschland ihren Wehrdienst. Die gesetzliche Dauer des Grundwehrdienstes änderte sich mehrfach. Sie betrug:
- vom 1. Januar 1957 bis 31. März 1962: 12 Monate
- vom 1. April 1962 bis 30. Juni 1962: 15 Monate
- vom 1. Juli 1962 bis 31. Dezember 1972: 18 Monate
- vom 1. Januar 1973 bis 30. September 1990: 15 Monate
- vom 1. Oktober 1990 bis 31. Dezember 1995: 12 Monate
- vom 1. Januar 1996 bis 31. Dezember 2001: 10 Monate
- vom 1. Januar 2002 bis 30. Juni 2010: 9 Monate
- vom 1. Dezember 2010 bis 28. Februar 2011: 6 Monate (praktisch ab 1. Juli)[13]
- ab 1. März 2011: nur noch freiwillig.

Ab 1. Juni 1989 war, nachdem nun die geburtenschwächeren Jahrgänge ab Ende der 1960er Jahre zum Grundwehrdienst anstanden, eine erneute Verlängerung der Dienstdauer auf 18 Monate vorgesehen. Im April 1989 beschloss die Bundesregierung zunächst eine Verschiebung bis zum Sommer 1992. Aufgrund des Zustroms junger Aussiedler und der Auswertung der Volkszählung konnte die erforderlich gehaltene Personalstärke (495.000 Soldaten Friedensstärke, 1.340.000 Soldaten Verteidigungsstärke) aufrechterhalten werden. Durch das Ende des Kalten Krieges, der am 21. November 1990 formell beigelegt wurde, folgte auch ein Verzicht auf eine Verlängerung des Grundwehrdienstes auf 18 Monate.
Verteidigungsminister Karl-Theodor zu Guttenberg (CSU) kündigte im August 2010 die Aussetzung der Wehrpflicht und die Einführung eines freiwilligen Wehrdienstes an, der zwölf bis 23 Monate dauern soll. Gleichzeitig kündigte er auch eine Verkleinerung der Bundeswehr auf 163.500 Soldaten in Deutschland an. Mittlerweile wird jedoch von einem Umfang der Streitkräfte von bis zu 185.000 Soldaten ausgegangen. Zum 1. Juli 2011 wurde die Wehrpflicht ausgesetzt. Am 26. Oktober 2011 wurde das Stationierungskonzept 2011 verkündet.

### Militärischer Auftrag laut Grundgesetz

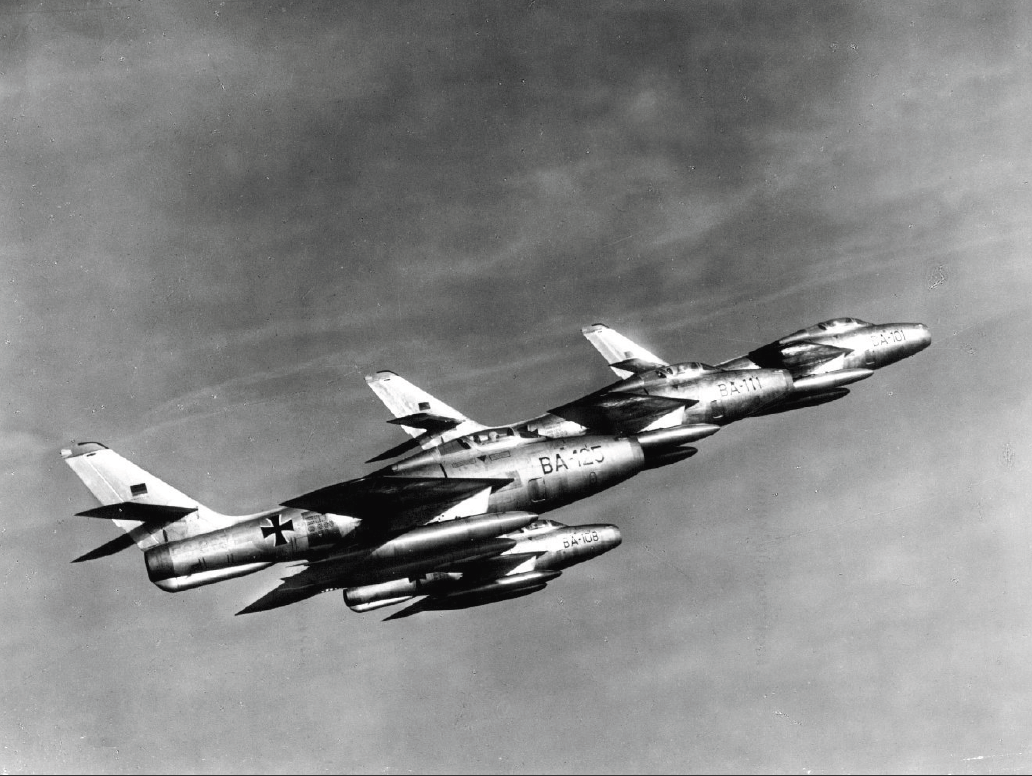
F-84F Thunderstreak der Luftwaffe um 1960

Der militärische Auftrag der Bundeswehr wurde erst 1968 in das Grundgesetz aufgenommen. Aufstellung und Einsatz sind in Art. 87a formuliert: Der Bund stellt Streitkräfte zur Verteidigung auf. Diese Bestimmung im Grundgesetz hat im Einzelnen folgende vier Dimensionen:
1. Abwehr bewaffneter Kräfte von außen
2. vorbereitende Maßnahmen zur Verteidigung im Spannungs- und im Verteidigungsfall
3. Einsatz zur Herstellung und Erhaltung der Inneren Sicherheit (siehe Notstandsgesetze)
4. Einsatz bei Naturkatastrophen und Unglücksfällen.

### Kriegsdienstverweigerung
Die rechtliche Grundlage der Wehrpflicht war schon 1956 Artikel 12a des Grundgesetzes, in dem es in Absatz 1 heißt: „Männer können vom vollendeten achtzehnten Lebensjahr an zum Dienst in den Streitkräften […] verpflichtet werden“. Allerdings, so regelt Artikel 4 Absatz 3: „Niemand darf gegen sein Gewissen zum Kriegsdienst mit der Waffe gezwungen werden“.
Schon in der Anfangszeit der Wehrpflicht beriefen sich Wehrpflichtige auf diesen Passus des Grundgesetzes. In den ersten zehn Jahren blieb die Anzahl der Kriegsdienstverweigerer jedoch gering. Mit dem Schlagwort „Ohnemichel“ bezeichnete man Kriegsdienstverweigerer abfällig. Erst ab 1967 stieg deren Zahl infolge der damals aufkeimenden Demonstrationen gegen den Vietnamkrieg deutlich an, so dass man von einem gesellschaftlichen Phänomen sprechen konnte. Bis 1983 war zur Anerkennung als Kriegsdienstverweigerer eine mündliche „Anhörung“ üblich, in denen der Verweigerer detailliert Rechenschaft ablegen musste, aus welchen Gewissensgründen er den Dienst ablehnte. Aufgrund verschiedener Gründe, darunter auch des gesunkenen Bedarfs an Wehrdienstleistenden, wird diese Prüfung mittlerweile nicht mehr durchgeführt. Anerkannte Kriegsdienstverweigerer werden nach § 1 des Kriegsdienstverweigerungsgesetzes nicht zum Wehrdienst, sondern zu einem Zivildienst außerhalb der Bundeswehr herangezogen.

### Das Konzept der „Inneren Führung“
Der Begriff Innere Führung, der am 5. März 1953 offiziell für das „Innere Gefüge“ der Truppe zunächst durch die Dienststelle Blank übernommen wurde, beschreibt die komplexe Führungskonzeption der Bundeswehr, eng verbunden mit dem Leitbild des Staatsbürgers in Uniform. Aufgabe der Inneren Führung ist es, die Spannungen zu mindern, die sich aus den individuellen Rechten des freien Bürgers einerseits und den militärischen Pflichten des Soldaten andererseits ergeben. Am 28. Oktober 1956 wurde die Schule der Bundeswehr für Innere Führung in Köln offiziell gegründet und am 1. Februar 1957 nach Koblenz verlegt.
Das Konzept der Inneren Führung hat drei Aufgaben zu erfüllen, die mit den Begriffen Legitimation, Integration und Identität umschrieben werden können.
Nach 1945 stellte sich zuerst die Frage nach der Legitimität des Soldaten: Konnte man, nach dem, was geschehen war, und angesichts dessen, was ein nuklearer Krieg mit sich bringen würde, überhaupt noch Soldat sein? Der Einsatz von Streitkräften war nur noch zu rechtfertigen als Ultima Ratio, zur Verteidigung und Krisenbewältigung. Menschenrechte und Völkerrecht waren in jedem Falle bindend. Die Aufgabe der Soldaten musste es sein, den Frieden zu sichern und zu gestalten. Wie Gustav Heinemann später sagte, war der Frieden der Ernstfall.
Die Streitkräfte mussten in die demokratischen Strukturen der Gesellschaft integriert werden und parlamentarischer Kontrolle unterliegen. Der Soldat ist Staatsbürger mit den gleichen, nur im militärisch begründeten Ausnahmefall eingeschränkten Rechten. Die innere Ordnung und die Rolle der Streitkräfte im Staatswesen müssen demokratieverträglich sein. Das führt zum Leitbild des „Staatsbürgers in Uniform“.
Daraus leitet sich das Selbstverständnis der Soldaten, ihre Identität, ab. Soldaten sind Staatsbürger, die dem Staat in ihrem Beruf dienen. Sie nehmen an der gesellschaftlichen und politischen Diskussion des Landes teil. Das bedeutet nicht nur, dass sie – anders als die Soldaten der Reichswehr in der Weimarer Republik – das aktive und das passive Wahlrecht besitzen. Sie können und sollen sich auch als Fachleute an der Diskussion zu militärischen und sicherheitspolitischen Themen äußern. Diese Rechte finden ihre Grenzen in der Loyalitätspflicht, der Pflicht zur Zurückhaltung und zur Verschwiegenheit in vertraulichen Angelegenheiten. Der Soldat ist als Staatsbürger politisch Handelnder, der das immer bestehende Spannungsfeld zwischen den Rollen Staatsdiener und Staatsbürger ertragen muss.

#### Probleme der ersten Jahre
Die Innere Führung musste sich in den Anfangsjahren insbesondere in einem Ausbildungsalltag bewähren, in dem noch aus der Wehrmacht übernommene Methoden gebräuchlich waren. Zwei auf ein nicht mehr akzeptiertes Führungsverhalten zurückzuführende Zwischenfälle mit Todesfolge führten zu heftigen klärenden Diskussionen über die neue Führungskonzeption, die Jahrzehnte andauern.
Am 3. Juni 1957 ertranken bei einer Übung 15 Wehrpflichtige, als ein Unteroffizier der 2. Kompanie des Luftlandejägerbataillons 19 in der Nähe von Kempten seinen Untergebenen befahl, ungesichert die Iller zu durchqueren. Diese Aktion war zwar im Vorfeld verboten worden, wurde aber trotzdem durchgeführt. In der Folge des Iller-Unglücks wurde das Soldatenhilfswerk der Bundeswehr gegründet, das Soldaten und ihre Angehörigen in Not unterstützt.
Am 25. Juli 1963 brach auf einem Gepäckmarsch der Ausbildungskompanie 6/9 aus Nagold der 19-jährige Rekrut Gert Trimborn wegen der Hitze zusammen und starb eine Woche später im Krankenhaus. Es wurde bekannt, dass in der Fallschirmjäger-Ausbildungskompanie 6/9 nicht den Vorschriften entsprechende Ausbildungsmethoden an der Tagesordnung waren, woraufhin der vorgesetzte General die Kompanie komplett auflöste. In mehreren Gerichtsprozessen wurden die Verantwortlichen, von denen einer als „Schleifer von Nagold“ bekannt wurde, zur Rechenschaft gezogen.
Beide Vorfälle lösten sowohl in der Bundeswehr als auch in der Öffentlichkeit die Diskussion darüber aus, ob die betroffenen Soldaten als Staatsbürger in Uniform nicht den unrechtmäßigen Befehlen hätten widersprechen müssen und insbesondere, inwiefern das Prinzip der Inneren Führung versagt haben könnte. Zusammenfassend ist festzuhalten, dass in den frühen 60er Jahren eine Anzahl von übernommenen Wehrmachtssoldaten als Folge des neuen Konzeptes der Inneren Führung die „Verweichlichung“ ihrer Untergebenen fürchteten und ihrer Fürsorgepflicht nicht nachkamen.

### Aufbau von Schulen
Zum 1. April 1956 beginnt der Aufbau von zwölf Truppenschulen des Heeres mit Lehreinheiten.
Am 1. Januar 1957 wird die Führungsakademie der Bundeswehr in Bad Ems eingerichtet und am 1. April beginnt der erste Lehrgang. Die offizielle Einweihung erfolgte am 15. Mai 1957.

### Aufrüstung mit Geräten und Waffensysteme

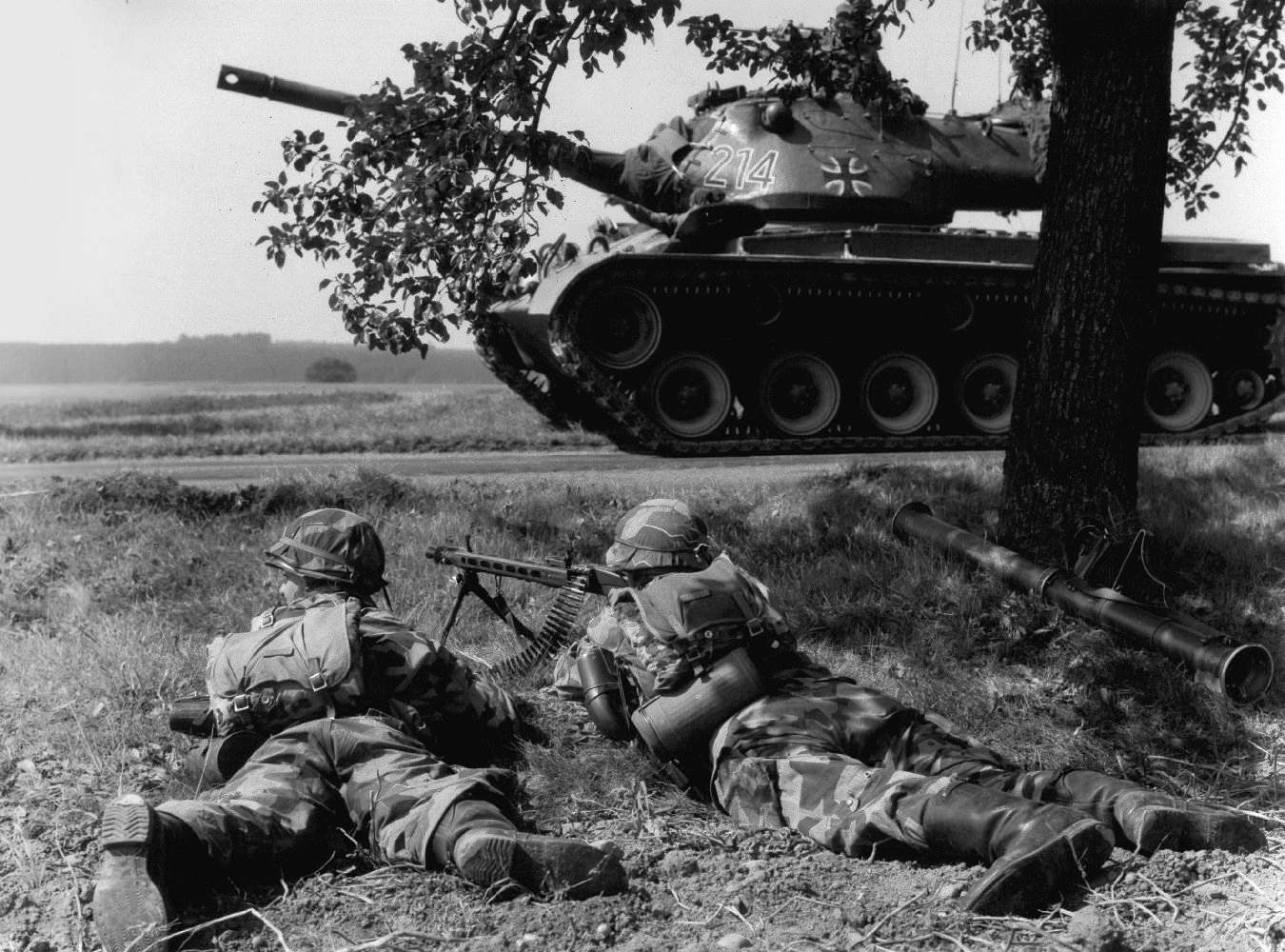
Panzer der Bundeswehr vom Typ M47 Patton, 1960

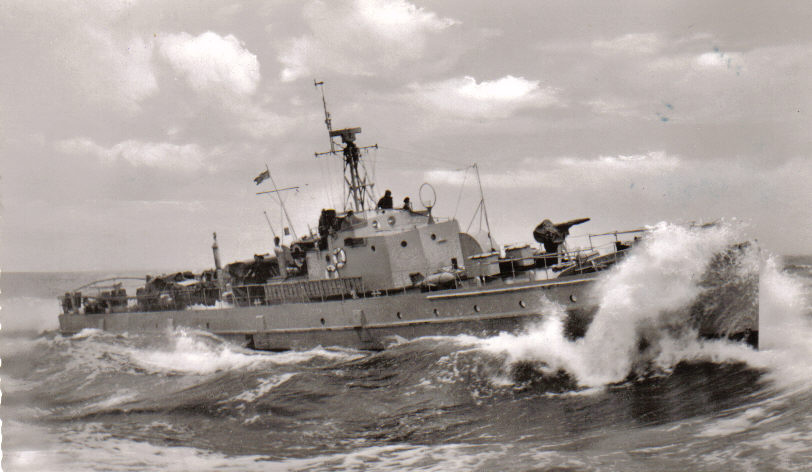
Das Räumboot Algol wurde mit dem 1. Minensuchgeschwader am 1. April 1957 der NATO unterstellt

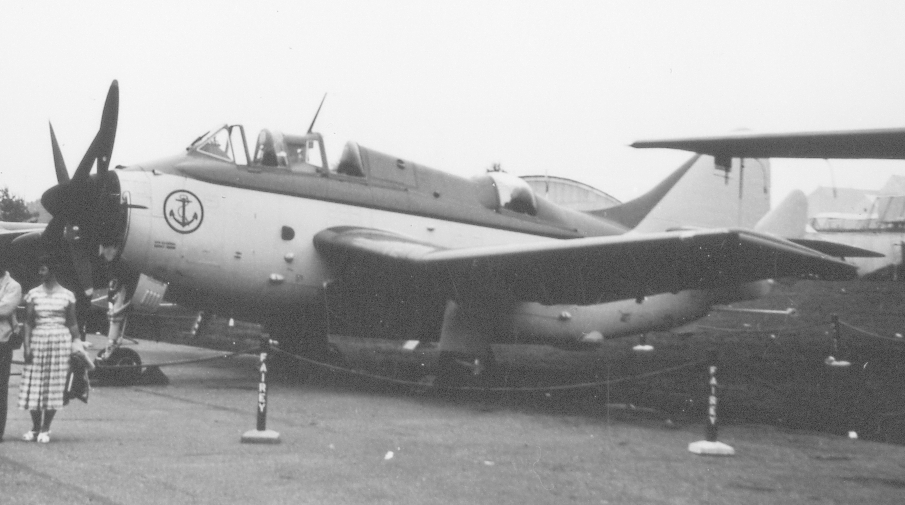
U-Jagd-Flugzeug Fairey Gannet der Bundesmarine 1958

Für den Aufbau der Bundeswehr wurde dem BMVg von den USA im Rahmen der sogenannten „Nash-Liste“ Wehrmaterial im Wert von rund 3,8 Mrd. DM kostenfrei zur Verfügung gestellt (beispielsweise die Kampfpanzer M41 und M47). Vor Ort unterstützte eine Organisation des US-Militärs, die Military Assistance Advisory Group (MAAG), Einführung und Ausbildung an der zulaufenden Erstausstattung. Darüber hinaus wurden insbesondere zum Ausgleich des Handelsbilanzüberschusses von den neuen Verbündeten Rüstungsgüter erworben (zum Beispiel Schützenpanzer aus der Schweiz und Frankreich (HS 30 und Schützenpanzer kurz), Schiffe und Flugzeuge aus Großbritannien, Handfeuerwaffen aus Belgien, Mörser aus Israel und Munition aus der Türkei). Von bundesdeutschen Unternehmen wurden nur einzelne Waffensysteme in Lizenz nachgebaut und die Infrastruktur für die junge Bundeswehr aufgebaut. In diesen Jahren des Wirtschaftswunders war die bundesdeutsche Industrie zu sehr mit dem Auf- und Ausbau der zivilen Produktion beschäftigt, als dass sie ein großes Interesse an der Produktion von finanziell weniger lukrativen Rüstungsgütern gehabt hätte. Dies änderte sich mit dem Ende des Booms zu Beginn der 1960er Jahre. Die Bundeswehrführung plante bereits Ende der 1950er Jahre Aufträge zur Entwicklung neuer Waffensysteme an bundesdeutsche Unternehmen zu vergeben.

#### Überblick 1956–1960

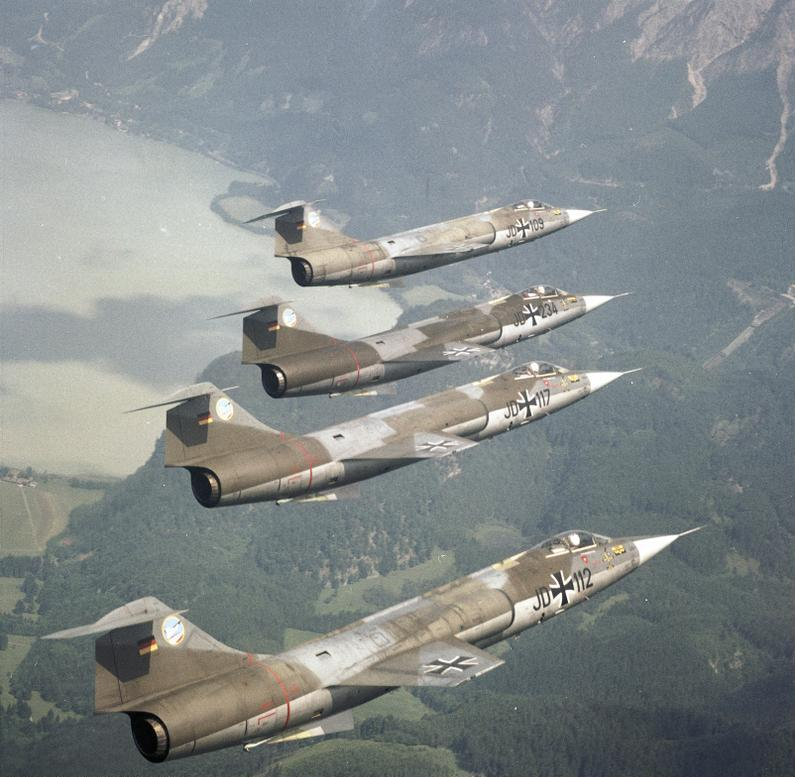
Starfighter der Luftwaffe

- 3. März 1956: Ankunft von Kampfpanzern des Typs M 47 Patton in Andernach. Ab 1956 zudem Einsatz des Flak-Panzers M42 Duster
- 29. Mai 1956 bis 1. Juli 1956: Indienststellung von fünf Torpedoschnellbooten der Silbermöwe-Klasse in Kiel
- 5. Juni 1956: Indienststellung von vier ehemaligen Räumbooten der Kriegsmarine nach der Übernahme durch die US Navy
- 21. Januar 1957: Übernahme des Flottendienstboot Oste
- 1. April 1957: Unterstellung des 1. Minensuchgeschwaders unter die NATO als erstem Verband der Bundesmarine
- 20. Juni 1957: Ankunft der ersten Kampfflugzeuge vom Typ F-84F Thunderstreak aus den USA in Bremerhaven
- 24. August 1957: Das Lufttransportgeschwader 61 wird als erster fliegender Verband der Luftwaffe in Erding aufgestellt.
- 16. November 1957: Das Schnellboot Jaguar läuft als erster deutscher Schiffsneubau vom Stapel.
- 17. Januar 1958: Der erste von den USA geliehene Zerstörer Anthony wird von der Bundesmarine als Zerstörer 1 übernommen.
- Frühjahr 1958: 1800 von geplanten 10.680 Schützenpanzer vom Typ HS 30 werden in Auftrag gegeben.
- 1. August 1958: Aufnahme des Flugbetriebs von zwei Marinefliegerstaffeln mit Flugzeugen vom Typ Fairey Gannet und Hawker Sea Hawk auf dem Fliegerhorst Schleswig bei Jagel
- 6. November 1958: Ein umfangreiches Flugzeugbeschaffungsprogramm wird bewilligt. Dieses sieht die Beschaffung von 300 Maschinen des Typs Lockheed F-104 „Starfighter“, 200 Jagdbombern Fiat G.91 und 60 Hubschraubern des Typs „Alouette II“ vor.
- 17. Dezember 1958: Indienststellung des Segelschulschiffs Gorch Fock
- 26. März 1960: Stapellauf des Zerstörers Hamburg, Typschiff der Hamburg-Klasse

### HS-30-Skandal
Beim ersten größeren Ankauf von Waffen für die neue Armee kam es zu einem ersten größeren Rüstungsskandal. Beim Kauf von knapp 4500 Schützenpanzern des Typs HS 30 sollen 1957 mehrere Millionen D-Mark als Bestechung gezahlt worden sein. Ein Untersuchungsausschuss des Bundestags konnte diese Vorwürfe weder bestätigen noch widerlegen.

## Integration in die NATO
Nachdem im Mai 1955 Deutschland der NATO beigetreten war, wurde der damalige Generalleutnant Hans Speidel im April 1957 Oberbefehlshaber der Landstreitkräfte der NATO in Mitteleuropa (COMLANDCENT). In dieser Eigenschaft war er maßgeblich an der Integration der deutschen Streitkräfte in die NATO beteiligt.
Am 1. April 1957 werden zwei Minensuchgeschwader als erste Verbände der Bundeswehr der NATO unterstellt. Im Dezember 1957 umfasst die Personalstärke der Bundeswehr 118.000 Soldaten.
Im Mai 1957 diskutierte der Deutsche Bundestag die Frage der atomaren Bewaffnung der Bundeswehr. Dagegen erhoben sich starke Proteste unter anderem linker politischer Kräfte, aus den Bruderschaften der Bekennenden Kirche (BK) sowie der „Göttinger Achtzehn“. Auf der 1. Tagung der internationalen Christlichen Friedenskonferenz (CFK) im Juni 1958 in Prag erklärte der Theologe Heinrich Vogel in seinem Referat:

„Wenn ich die Landkarte aufschlage und den gesunden Menschenverstand zu Rate ziehe, so muß ich sagen, daß die atomare Aufrüstung einer deutschen Armee in meinem gespaltenen Vaterlande der helle Wahnsinn ist.“

Im Mai 1958 verabschiedete der Parteivorstand der SPD einen Entschließungsentwurf zur Wehrpolitik. Die Landesverteidigung wird darin bejaht, Wehrpflicht und Atombewaffnung der Bundeswehr werden abgelehnt. Die Unvereinbarkeit zwischen der Wiedervereinigung und der Zugehörigkeit zur NATO wird betont.
Am 27. Juli 1959 wurde mit den USA ein Abkommen über nukleare Zusammenarbeit unterzeichnet.
Am 1. Oktober 1960 tritt die Bundesrepublik dem italienisch-kanadischen Abkommen über die Nutzung des Luftwaffenstützpunktes Decimomannu auf Sardinien bei.
Am 25. Oktober 1960 wird ein deutsch-französischer Vertrag über die Errichtung deutscher Depots in Frankreich und die Nutzung französischer Truppenübungsplätze (unter anderem in Mourmelon-le-Grand) durch die Bundeswehr vereinbart.
Schließlich wurde mit dem NATO-Manöver „Hold Fast“, das in Deutschland stattfand, die feste Verbindung der deutschen Streitkräfte mit der NATO deutlich. Im Herbst 1960 stellte die Bundeswehr mit der 6. Panzergrenadierdivision, die zusammen mit britischen, kanadischen und dänischen Soldaten übten, den Großteil der Teilnehmer.
Ab 8. Januar 1961 stellt die Bundeswehr ein Fallschirmjägerbataillon zur mobilen NATO-Eingreiftruppe Allied Command Europe Mobile Forces ab.
General Adolf Heusinger wurde 1961 zum Vorsitzenden des Militärausschusses (Military Committee) der NATO in Washington D.C., USA, berufen. Im Dezember 1961 wurde zudem von der Bundesregierung eine Verlängerung der Wehrpflicht von zwölf auf 18 Monaten beschlossen.
Am 25. Mai 1961 wird ein deutsch-britisches Abkommen über die Nutzung des Truppenübungsplatzes Castlemartin in der Grafschaft Pembrokeshire durch die Bundeswehr unterzeichnet.
Am 22. Juni 1963 erfolgt die Stationierung eines Luftwaffenausbildungsregimentes in Budel in den Niederlanden. Ab 15. Oktober 1963 stellt Portugal der Bundeswehr Truppenübungsplätze, Nachschubeinrichtungen und den Luftwaffenstützpunkt in Beja zur Verfügung.
1966 erfolgt die Verlegung der Raketenschule der Luftwaffe (RakSLw) von Aachen nach El Paso, USA und trägt heute die Bezeichnung Taktisches Aus- und Weiterbildungszentrum Flugabwehrraketen USA.
Im Januar 1967 nehmen rund 60.000 Bundeswehrsoldaten des III. Korps an dem NATO-Großmanöver „Panthersprung“ in Hessen (unter anderem Raum Odenwald) teil.
Nahezu jederzeit von der Gründung bis heute hatte die Bundeswehr unter dem Mangel an qualifiziertem Personal vor allem der mittleren Dienstgradgruppen zu leiden. 1969 berichtete das Verteidigungsministerium, dass 32.000 Unteroffiziere fehlten. 1981 lag dieser Wert immer noch bei 19.000.

### Humanitäre Hilfe in Marokko und Algerien
Der erste Auslandseinsatz der Bundeswehr war ein humanitärer Hilfseinsatz. Nachdem am 29. Februar 1960 die Stadt Agadir in Marokko von einem Erdbeben erschüttert wurde, bei dem weit über 10.000 Menschen ums Leben kamen, leistete die Bundeswehr ab dem 2. März 1960 Katastrophenhilfe. Beteiligt waren vor allem Angehörige des Sanitätsdienstes, der ABC-Abwehrtruppe und der Luftwaffe (Transport).
Der erste große Hilfseinsatz im Ausland fand dann im Januar 1965 statt, als es in Algerien zu einem Erdbeben kam. Die Bundeswehr beteiligte sich an der internationalen Hilfsaktion mit insgesamt zwölf Maschinen des Typs Nord Noratlas der Lufttransportgeschwader 62 und 63, die Hilfsgüter in die Katastrophenregion flogen.

### Die Flutkatastrophe in Hamburg
In der Nacht vom 16. auf den 17. Februar 1962 kam es in Norddeutschland zu einer Sturmflut, die besonders in Hamburg katastrophale Auswirkungen hatte. In den späten Abendstunden des 16. Februar 1962 forderte der Kommandeur der Schutzpolizei in Hamburg, der ranghöchste Polizeibeamte der Stadt, Otto Grot, Hilfe der Bundeswehr an. Der damalige Innensenator und spätere Bundeskanzler Helmut Schmidt befand sich zu dieser Zeit auf der Rückfahrt von (West-)Berlin durch die DDR nach Hamburg. Im Laufe des 17. Februar 1962 nutzte er Kontakte zum Militär, die er in seiner Zeit als Bundestagsabgeordneter geknüpft hatte, und forderte sowohl NATO-Verbände und weitere Einheiten der Bundeswehr zur Unterstützung der Rettungsaktionen an. Dies tat er unter Missachtung der geltenden Gesetze: Das Grundgesetz legte fest, die Bundeswehr dürfe keinesfalls innerhalb der Bundesrepublik tätig werden. Erst 1968 wurde – auch die Möglichkeit ähnlicher Katastrophen im Hinterkopf – mit den Notstandsgesetzen die Möglichkeit geschaffen, die Bundeswehr im Innern einzusetzen.
Der Einsatz der insgesamt 40.000 Soldaten, von denen neun während des Einsatzes ums Leben kamen, rettete 1.117 Menschen das Leben. Außerdem bedeutete er einen enormen Prestigegewinn für die noch junge Armee, deren Existenzgrundlage bis dahin von vielen Bürgern sehr kritisch beurteilt wurde. Nach den erfolgreichen Rettungsaktionen sprach man nun stolz von „unserer Bundeswehr“, die eingesetzten Helikopter wurden als „fliegende Engel“ bekannt.

### Fallex 62
Mit dem militärischen NATO-Planspiel Fallex 62 (fall exercise ’62) im Jahr 1962, an dem auch die Bundeswehr teilnahm, sollte ein atomarer Erstschlag und eine anschließende sowjetische Großoffensive auf Westeuropa simuliert werden.
Aus der Veröffentlichung von Informationen zum Militärmanöver entwickelte sich die so genannte Spiegel-Affäre.

### Der NATO unterstellte Bundeswehrverbände Dezember 1962
- Heer: zwei Panzerdivisionen, sieben Panzergrenadierdivisionen, eine Gebirgsjägerdivision, eine Luftlandedivision
- Luftwaffe: fünf Jagdbombergeschwader, drei Jagdgeschwader, ein Aufklärungsgeschwader, ein Lufttransportgeschwader, zwei Flugabwehr-Raketenbataillone
- Marine: zwei Zerstörergeschwader, vier Schnellbootgeschwader, sechs Minensuchgeschwader, ein Landungsgeschwader, ein Marinefliegergeschwader

### Ausrüstungsbeschaffung der Bundeswehr 1961–1970

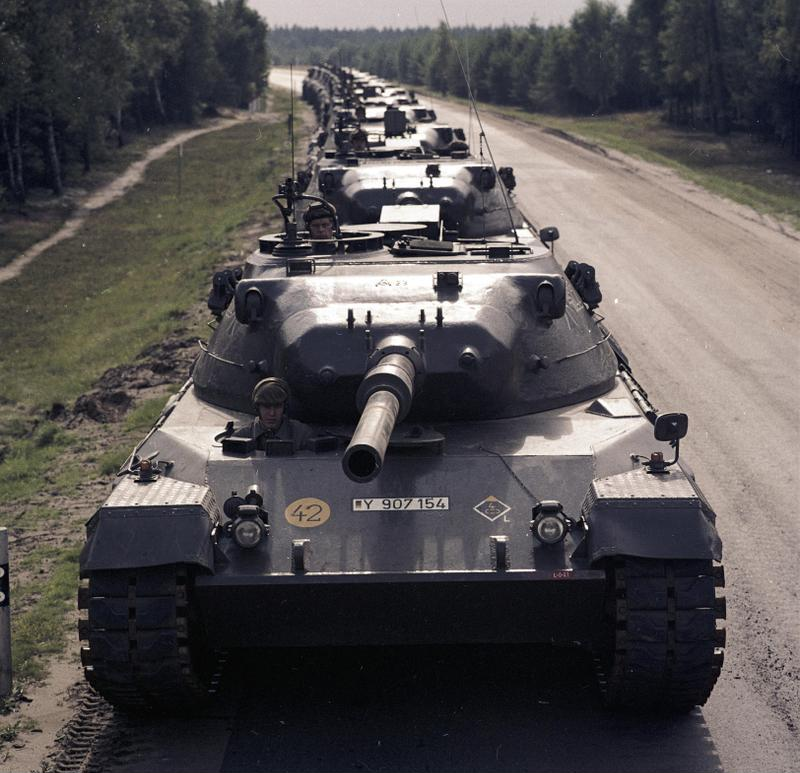
Kampfpanzer Leopard auf einem Truppenübungsplatz in der Lüneburger Heide 1965

Am 21. Oktober 1961 läuft das erste nach Ende des Zweiten Weltkrieges wieder selbst hergestellte deutsche U-Boot U 1 vom Stapel. Die Indienststellung erfolgte am 20. März 1962.
Am 25. Juli 1963 werden die ersten 1500 Kampfpanzer vom Typ „Leopard“ sowie 700 Kanonenjagdpanzer in Auftrag gegeben.
Am 23. Oktober 1963 stimmt der Verteidigungsausschuss des Bundestages der Ausrüstung mit dem von Frankreich und Deutschland entwickelten Transportflugzeug Transall C-160 zu.
Von März 1964 bis Oktober 1968 werden vier Zerstörer der Hamburg-Klasse von der Bundesmarine indienstgestellt.
Ab dem 15. Februar 1968 erfolgt die Ausrüstung mit Hubschraubern vom Typ Bell UH-1 Huey, der Bundestag stimmte der Beschaffung bereits im März 1965 zu.
Am 22. März 1969 folgt die Indienststellung des Zerstörers Lütjens.

### Traditionsverständnis und der erste Traditionserlass 1965
Da die junge Armee noch auf keine eigene Tradition zurückblicken konnte, und eine Anknüpfung an die Tradition der Wehrmacht nicht in Frage kommen konnte, war es notwendig zu erarbeiten, welches Traditionsverständnis die Bundeswehr haben sollte. Am 1. Juli 1965 trat der Erlass „Bundeswehr und Tradition“ in Kraft, in dem festgelegt wurde, welche historischen Bezüge zur offiziellen Tradition der Bundeswehr gehören.
Wie bereits mit der Wahl des 12. November als Gründungstag der Bundeswehr gezeigt werden sollte, stellten die preußischen Reformen einen Baustein im Traditionsverständnis der neu gegründeten Bundeswehr dar. Hinzu kommen das Andenken an den Militärischen Widerstand im Dritten Reich, insbesondere an die Männer des 20. Juli 1944, und die eigene Tradition der Bundeswehr der Nachkriegszeit.
Mit dem zweiten Traditionserlass vom 20. September 1982 mit den „Richtlinien zum Traditionsverständnis und zur Traditionspflege in der Bundeswehr“ wurde der Erlass von Juli 1965 abgelöst.

### Verleihung von Truppenfahnen
Bei der Gründung der Bundeswehr verzichtete man zunächst auf die Einführung von Truppenfahnen. Das erwies sich aber bald als unhaltbare Situation, da alle anderen NATO-Staaten Truppenfahnen mit sich führten und die Bundeswehr auf Probleme im internationalen militärischen Zeremoniell stieß (ersatzweise verwendeten Einheiten alte Fahnen aus der Zeit vor 1918 oder führten einfache schwarz-rot-goldene Fahnen bei offiziellen Anlässen mit sich). 1965 wurde dem Wachbataillon beim Bundesministerium der Verteidigung deshalb die erste neue Truppenfahne übergeben. Bundespräsident Heinrich Lübke stiftete allen „Bataillonen und entsprechenden Verbänden“ der Bundeswehr die Truppenfahnen als „äußeres Zeichen gemeinsamer Pflichterfüllung für Volk und Staat“.
Später wurden auch Verbände oberhalb der Bataillonsebene mit Truppenfahnen ausgestattet. So erhielt die 10. Panzerdivision am 29. Juli 2009 als erste Division eine eigene Truppenfahne.

### Innere Öffnung, Liberalisierung und Reformen
Das Leitbild des „Staatsbürgers in Uniform“ und die Innere Führung standen immer in Konflikt mit der Befehlshierarchie als grundlegendem Bestandteil jeder Armee und der von teilweise antidemokratischen Vorbildern geprägten Tradition des deutschen Militärs. Mehrere Ereignisse in der Geschichte der Bundeswehr verdeutlichen diesen Konflikt, darunter verschiedene Vorfälle um die menschenunwürdige Behandlung von Soldaten sowie politische Auseinandersetzungen.
Nach der Gründungsphase der Bundeswehr drückte sich dieser Konflikt unter anderem im „Gewerkschaftserlass“ (Erlass über das Koalitionsrecht der Soldaten und der gewerkschaftliche Betätigung in den Kasernen) von 1. August 1966 aus. Darin wurde Soldaten ausdrücklich gestattet, Gewerkschaften beizutreten. Damit konnte der bereits 1956 gegründete Deutsche Bundeswehrverband (DBwV) im vollen Umfang als Gewerkschaft aktiv werden, und auch die Gewerkschaft Öffentliche Dienste, Transport und Verkehr begann Soldaten aufzunehmen, ohne jedoch die Bedeutung des DBwV zu erreichen. Als Reaktion aus den Gewerkschaftserlass traten Generalinspekteur Heinz Trettner und Günther Pape, der Kommandeur des Wehrbereichs III, zurück. Zum gleichen Zeitpunkt gab auch Luftwaffen-Inspekteur Werner Panitzki auf, weil er die Anschaffung des Starfighters für einen Fehler hielt. Eine Studie des Bundespresseamts, das dieses vergeblich unter Verschluss zu halten versuchte, enthüllte zudem, dass in der Bundeswehr eine überdurchschnittlich hohe Wahlbevorzugung der rechtsextremen NPD vorherrschte. Allerdings begann sich die konservative Grundeinstellung zum Ende der 1960er Jahre abzuschwächen, da der Anteil von ehemaligen Wehrmachtssoldaten zurückging. 1960 hatten 45,8 % der Unteroffiziere bereits in Reichswehr oder Wehrmacht gedient, 1970 waren es nur noch 9,6 %.
In den 1960er Jahren entwickelte sich in der Generalität eine starke Strömung gegen die „Innere Führung“. So veröffentlichte Heeresinspekteur General Albert Schnez Ende 1969 seine Gedanken zur Verbesserung der inneren Ordnung des Heeres, die den „fehlenden Verteidigungswillen im Volk“ bemängelte und eine striktere militärische Disziplin, eine „Reform an Haupt und Gliedern“, forderte. Bereits im Juni 1969 hatte das Zeitungsmagazin Der Spiegel eine Analyse der kulturkritischen „Ausbildungsbemerkungen“ des Generals für Erziehung und Bildung im Heer, Brigadegeneral Heinz Karst, publizierte. Seine Ausführungen veranlassten acht Leutnante an der Heeresoffizierschule II in Hamburg, ebenfalls Thesen zu einem zeitgemäßen Bild des Offiziers zu verfassen. In der Denkschrift namens Der Leutnant 1970 wurde der Willen zur politischen Mitbestimmung und die Abkehr von einem traditionalistischen Berufsverständnis des Soldaten betont. Zu einem Höhepunkt kam es in der Presse als etwa 30 Hauptleute der 7. Division aus Unna einen Mängelkatalog zu Problemen in Erziehung und Ausbildung zusammenstellten. Zugleich nahm die Anzahl der Anträge auf Kriegsdienstverweigerung erheblich zu.
Mit dem ersten Weißbuch stieß die sozialliberale Regierung unter Willy Brandt 1970 eine grundlegende Reform der Bundeswehr an. Noch im gleichen Jahr wurde das Verteidigungsministerium umgegliedert und mit dem „Anrede-Erlass“ vorgeschrieben, dass auch vorgesetzte Soldaten ihre Untergebenen mit „Herr“ und dem Dienstgrad anzusprechen hatten. Zum 3. Februar 1971 sank die Dauer des Grundwehrdienstes auf 15 Monate. Als weitere, vorübergehende, Liberalisierung folgte Anfang 1971 der Haarnetz-Erlass. Die Offizierausbildung wurde stärker wissenschaftlich aufgebaut, wozu am 1. September 1973 die beiden Hochschulen der Bundeswehr in Hamburg und München ihre Arbeit aufnahmen.

### Der Harmel-Bericht und die neue NATO-Strategie „Flexible Response“
Auf Anregung des damaligen belgischen Außenministers Pierre Harmel einigten sich im Dezember 1966 die Regierungen der NATO-Mitgliedsstaaten auf die „Durchführung einer umfassenden Analyse der internationalen Entwicklung seit der Unterzeichnung des Nordatlantikvertrages im Jahre 1949“. Am 13./14. Dezember 1967 verabschiedete der NATO-Rat dann den „Bericht des Rats über die künftigen Aufgaben der Allianz“. Im als „Harmel-Bericht“ bekannt gewordenen Papier hieß es: „Militärische Sicherheit und eine Politik der Entspannung stellen keinen Widerspruch, sondern eine gegenseitige Ergänzung dar.“ Die NATO sollte also nicht nur als militärisches Bündnis ihre Aufgabe der Verteidigung – insbesondere durch Abschreckung – wahrnehmen, sondern auch als politisches Bündnis auf eine Entspannung der Situation hinwirken.
Neben der Bundeswehr waren im Juni 1966 noch 409.200 Soldaten der NATO-Streitkräfte in der Bundesrepublik stationiert, darunter 221.000 der US-Streitkräfte.

### REFORGER-Großmanöver in Deutschland

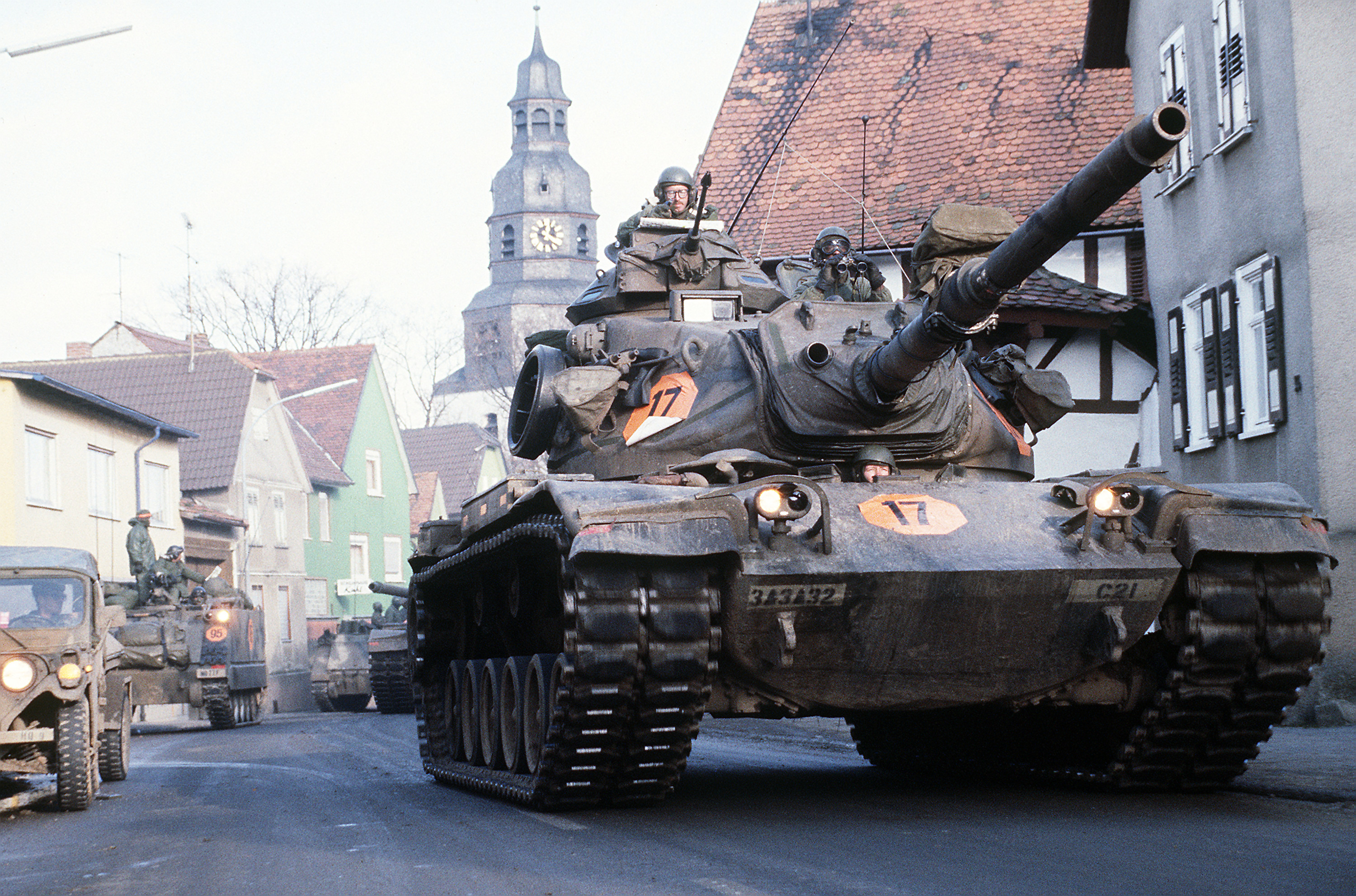
Ein M60A3 während des Manövers REFORGER 1985 in Langgöns/Hessen

Ab 1969 wurden Großmanöver zur Verteidigungsbereitschaft in Westdeutschland abgehalten. Die REFORGER-Übungen (Return of Forces to Germany, zu deutsch: Rückkehr der Streitkräfte nach Deutschland) hatten die Überprüfung und Verbesserung der geplanten Abläufe, die Ausbildung der beteiligten Truppen und die Machtdemonstration gegenüber dem potentiellen Gegner Warschauer Pakt zum Ziel. Da weder die USA noch die Bundesrepublik Deutschland die für einen konventionellen Krieg in Europa erforderlichen US-Streitkräfte ständig in Deutschland stationieren wollten, ergab sich die Notwendigkeit dieser Übungen. Das Material (Kampf- und Transportfahrzeuge, Waffen, Versorgungsgüter usw.) mehrerer US-amerikanischer Großverbände war in Deutschland eingelagert. Durch schnelles Heranführen des Personals aus Übersee, das dann lediglich das Material übernehmen und aktivieren musste, sollte eine rasche Verstärkung der konventionellen Streitkräfte in Europa möglichst kostengünstig ermöglicht werden. Die Übungen gehörten zum Rapid Reinforcement Concept (RRC) der NATO. Neben den herangeholten US-amerikanischen Truppen übten vor allem die deutschen WHNS-Dienststellen (WHNS = Wartime Host Nation Support = Unterstützung durch die gastgebende Nation in Kriegszeiten). Darüber hinaus waren gewöhnlich in großem Umfang die US Army, die Bundeswehr, die British Army, die französischen Streitkräfte sowie die kanadischen Streitkräfte an der Übung beteiligt, die sich dem eigentlichen REFORGER-Teil als freilaufende Übung anschloss.

## 1970er Jahre

Bundeswehr-Logo von Anfang der 1970er bis in die 1990er Jahre

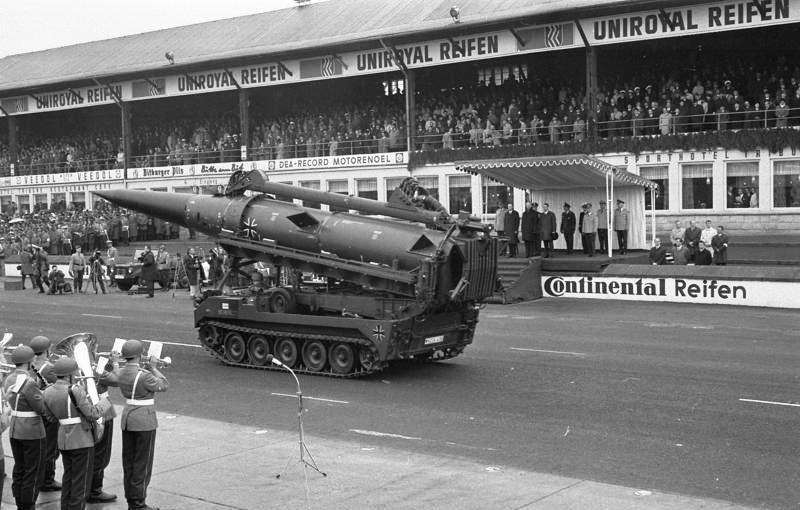
Eine Pershing-Rakete der Bundeswehr während einer NATO-Parade 1969

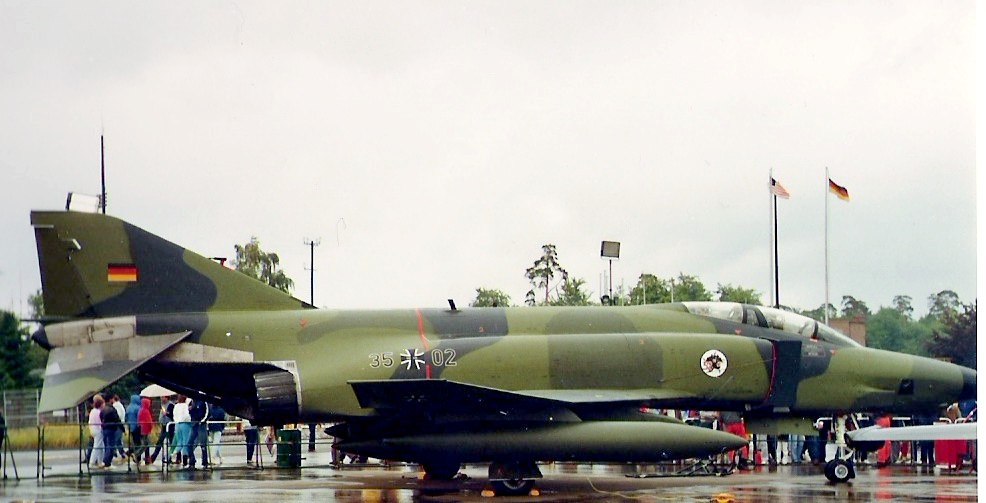
Aufklärungsflugzeug RF-4E Phantom im Juni 1984

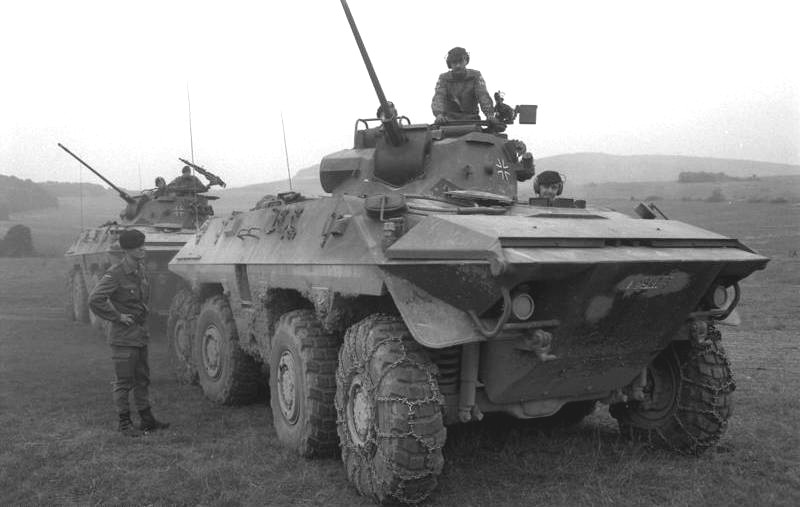
Spähpanzer Luchs 1986

1970 verweigerten 19.363 junge Männer (davon etwa die Hälfte Abiturienten) den Wehrdienst, 34 % mehr als 1969. 1971 verstärkte sich dieser Trend. Das Weißbuch 1970 beklagte, dass 26.000 Unteroffizier-Posten unbesetzt waren. Im März solidarisierten sich über 800 Hauptleute mit einem offenen Brief, in dem die Hauptleute von Unna der Bundesregierung (Kabinett Brandt I, Verteidigungsminister war Helmut Schmidt) und der Generalität (Generalinspekteur war Ulrich de Maizière) Vorwürfe gemacht hatten.
Am 9. Juli 1972 verabschiedete der Bundestag eine Reservistenkonzeption und der 1960 gegründete Verband der Reservisten der Deutschen Bundeswehr (VdRBw) erhielt den Auftrag die allgemeine Reservistenarbeit der Bundeswehr durchzuführen.
Nach dem Orkan Quimburga am 13. November 1972 halfen rund 4800 Soldaten mit 600 Fahrzeugen, Sturmschäden in Norddeutschland zu beseitigen.
Am 24. Januar 1975 beschloss die Bundesregierung (Kabinett Schmidt I) eine Verfügungsbereitschaft im Anschluss an den Grundwehrdienst eines Soldaten bzw. nach Beendigung eines Dienstverhältnisses als Soldat auf Zeit (SaZ).
Am 12. August 1975 wurden 8000 Soldaten bei der Bekämpfung des Waldbrandes in der Lüneburger Heide eingesetzt.
Im August 1976 leistete die Bundeswehr Katastrophenhilfe im Erdbebengebiet von Friaul in Norditalien. Der Einsatz, an dem 800 Soldaten mit 223 Kraftfahrzeugen, 30 Pioniermaschinen und vier Hubschraubern eingesetzt wurden, dauerte bis zum 31. Januar 1981.
Am 18. September 1978 beginnen in Norddeutschland, Hessen und Nordbayern fast zeitgleich vier größere NATO-Herbstmanöver („Blaue Donau“, „Certain Shield“, „Saxon Drive“, „Bold Guard“) mit insgesamt rund 200.000 NATO-Soldaten. Es sind die umfangreichsten Militärmanöver in Deutschland seit Kriegsende 1945.
Das Bundeskabinett stimmte am 31. Oktober 1978 der Anschaffung des Flugzeug-gestützten Radarsystems AWACS zu. Die Bundesrepublik beteiligte sich mit 1,16 von insgesamt 3,9 Milliarden DM an den Beschaffungskosten.
Am 7. November 1978 wurde die neue Heeresstruktur IV vorgestellt, wonach bis 1984 die Zahl der Brigaden von 33 auf 36 erhöht werden soll.
Am 3. Dezember 1978 flog ein Transportflugzeug der Bundeswehr 163 vietnamesische Flüchtlinge nach Hannover. Bis zum 9. Dezember 1978 wurden bis zu 1.000 Vietnamesen des Frachtschiffs Hai Hong nach Niedersachsen gebracht. Bereits am 25. November 1978 konnten die ersten der rund 2.500 an Bord befindlichen Flüchtlinge das Schiff verlassen und wurden nach Kanada ausgeflogen. Die Hai Hong hatte Vietnam am 25. Oktober 1978 verlassen und befand sich für mehrere Wochen ohne Ankererlaubnis vor der Küste Malaysias.
Am 25. Juni 1979 berichtete das Nachrichtenmagazin Der Spiegel über Berichte von Bundeswehrmedizinern, die pro Jahr rund 700 Trunksüchtige und 1000 Suizidversuche unter Alkoholeinfluss registrierten.
Am 12. Juli 1979 wurde die Internationale Fernspähschule in Neuhausen ob Eck zur Ausbildung der Fernspäher eröffnet.

### Bundeswehr-Hochschulen
Am 29. Juni 1972 stimmte das Bundeskabinett der Einrichtung von Hochschulen der Bundeswehr zu. Am 16. Oktober 1972 und am 2. Januar 1973 erfolgten die Erlasse der Gründungsausschüsse für die Hochschulen der Bundeswehr Hamburg und München. Am 14. Februar und am 4. April 1973 stimmte der Verteidigungsausschuss des Deutschen Bundestages der Errichtung von zwei Hochschulen zu. Am 1. Oktober 1973 begann dort der Lehr- und Forschungsbetrieb.

### Affären und der NATO-Doppelbeschluss
Unter Georg Leber, ab 1972 Verteidigungsminister, erlebte die Bundeswehr ein umfassendes technisches Modernisierungsprogramm und wurde mit modernen Waffen ausgestattet. Auch die „Innere Führung“ erfuhr eine höhere Akzeptanz und die Zahl der Anträge auf Kriegsdienstverweigerung (KDV) stieg nur noch leicht. 1975 (die Arbeitslosenquote war durch die Ölpreiskrise erheblich gestiegen) ging sie sogar zurück.
1977 hob ein Wehrpflichtänderungsgesetz der sozialliberalen Koalition (Kabinett Schmidt II) die Überprüfung von KDV-Anträgen generell auf und machte deren Anerkennung nur noch vom Zustandekommen eines Zivildienstvertrages abhängig. Nach einem abstrakten Normenkontrollantrag der CDU/CSU-Bundestagsfraktion und dreier CDU-geführter Landesregierungen erklärte das Bundesverfassungsgericht diese „Postkartennovelle“ am 13. April 1978 für verfassungswidrig.
Nach mehreren kleineren Affären (darunter Rudel-Affäre und Abhör-Affäre mit Rücktritt Lebers am 1. Februar 1978) rückten die Militärpolitik und die Bundeswehr Ende der 1970er Jahre wieder in das öffentliche Interesse, als es breite Proteste gegen die nukleare Aufrüstung im Rahmen des NATO-Doppelbeschlusses gab.

### Stärke und Umfang der Streitkräfte 1973
- Zum 1. Oktober 1973 verfügte die Bundeswehr über insgesamt 486.000 Mann, davon gehörten zum Heer 340.000 Mann, gegliedert in 12 Divisionen: 4 Panzerdivisionen, 4 Panzergrenadierdivisionen, 2 Jägerdivisionen, eine Gebirgsdivision und eine Luftlandedivision sowie weitere Heerestruppen und das Territorialheer.
- Die Luftwaffe umfasste 108.000 Mann, ausgerüstet mit 465 Jagdbombern und leichten Jagdbombern, 90 Jäger, 80 Aufklärer und 90 Transporter, sowie 733 weiteren Flugzeugen sowie Flugabwehrraketen- und sonstige Flugkörper.
- Der Bundesmarine gehörten 38.000 Mann an. Sie war ausgerüstet mit 176 Schiffen (darunter 11 Zerstörer, 6 Fregatten, 8 U-Boote, 37 Schnellboote, 55 Minensucher) und 196 Flugzeugen (Marineflieger).

### Ausrüstungsbeschaffung der Bundeswehr 1971–1979
Am 20. Januar 1971 übernahm die Luftwaffe die ersten in den USA produzierten taktischen Aufklärungsflugzeuge vom Typ RF-4E Phantom II.
Am 7. Mai 1971 begann die Auslieferung des Schützenpanzers Marder an das Heer.
Ab 31. August 1971 wurden 175 Kampfflugzeugen vom Typ F-4F Phantom II beschafft zur teilweisen Ablösung der F-104 Starfighter und der G.91.
Von Oktober 1972 bis August 1975 wurden 20 Flugkörper-Schnellboote der Tiger-Klasse (Klasse 148) indienstgestellt.
Am 26. August 1975 erhielt das Heer die ersten Achtrad-Spähpanzer Luchs.
Von November 1976 bis Juli 1977 wurden zehn Flugkörper-Schnellboote der Albatros-Klasse (Klasse 143) indienstgestellt.
Ab 19. Oktober 1977 wurden die neuen Panzerabwehrlenkraketensysteme HOT und MILAN beim Heer eingeführt.
Am 13. Oktober 1978 erhielt das Heer die erste multinational entwickelte Feldhaubitze FH155-1. Die Einführung dieser Waffe in Deutschland, Großbritannien und Italien war ein bedeutender Schritt zur Standardisierung innerhalb der NATO.
Am 29. November 1978 stimmte der Verteidigungsausschuss der Beschaffung des Frühwarnsystems Airborne Warning and Control System (AWACS) zu.
Am 24. Oktober 1979 wurde der erste von 1.800 Kampfpanzern vom Typ Leopard 2 übergeben; er kam zur Panzerlehrbrigade 9 in der Panzertruppenschule in Munster.

## 1980er Jahre

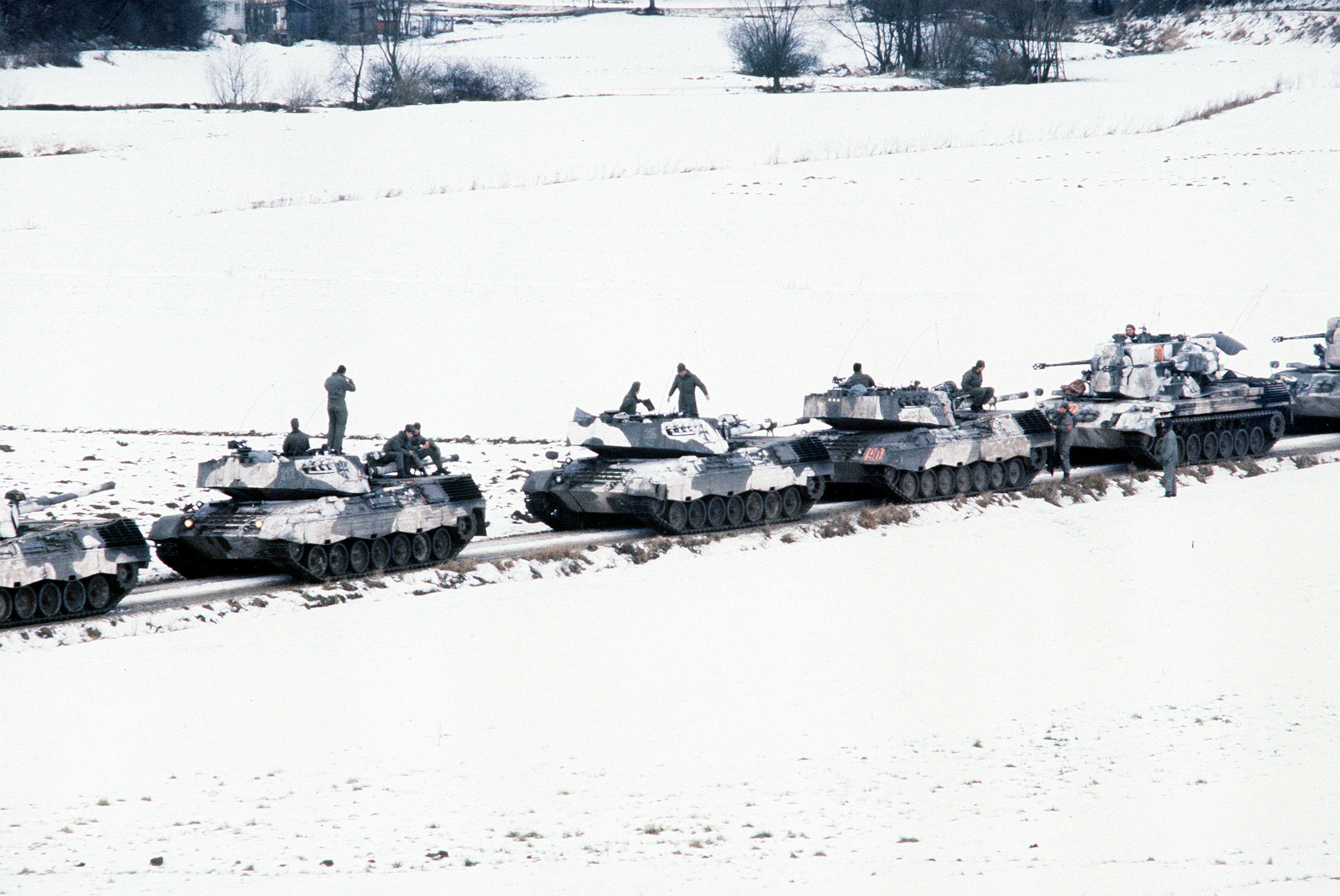
Leopard-1-Kampfpanzer und Gepard-Flakpanzer während der Übung REFORGER ’85

Am 30. Juni 1981 wurde das 3. Zerstörergeschwader in Kiel aufgelöst.
Am 15. März 1982 stärkte der Bundestag das Amt des Wehrbeauftragten, der fortan vom Verteidigungsminister und allen diesem unterstellten Dienststellen und Personen Auskunft und Akteneinsicht verlangen und jederzeit Einrichtungen der Bundeswehr ohne Voranmeldung besuchen kann.
Der auf Verteidigungsminister Hans Apel ab 4. Oktober 1982 folgende Manfred Wörner wurde bereits 1984 durch die Kießling-Affäre schwer beschädigt und konnte sich nur mit Mühe im Amt halten. Nach seinem Rücktritt trat Wörner am 1. Juli 1988 das Amt des NATO-Generalsekretärs an.
Am 4. Oktober 1983 kam es auf dem Truppenübungsplatz Münsingen zu einem Schießunglück. Ein Granatwerfer feuerte auf eine Stellung, die noch nicht von einem LKW mit Beobachtern geräumt worden war. Zwei Offiziere wurden dabei getötet und 25 weitere Soldaten und Zivilisten zum Teil schwer verletzt.
Im November 1983 wurde mit Able Archer 83 ein europaweites zehntägiges NATO-Manöver abgehalten, das einen Atomkrieg simulierte.
Durch den Wandel der sowjetischen Außenpolitik unter KPdSU-Generalsekretär Michail Gorbatschow und den eingeleiteten Reformen (Glasnost und Perestroika) gab es kontroverse Diskussionen innerhalb der NATO-Staaten, wie auf diese Politik reagiert werden soll.
Im März 1987 nahmen erstmals zwei Bundeswehroffiziere als Beobachter an einem Manöver des Warschauer Paktes in der DDR teil.
Am 15. Juni 1987 wird der Tender Neckar in internationalen Gewässern vor der Oblast Kaliningrad in der Ostsee von einer polnischen Korvette beschossen. Die Neckar, die ein Übungsschießen von Marinen der Warschauer-Pakt-Staaten beobachtet hatte, wurde von acht Schiffsartilleriegeschossen getroffen, als ein polnisches Schiff auf eine aus Richtung der Neckar fliegende Zieldrohne das Feuer eröffnete. Die Neckar befand sich dabei in der Schusslinie der 1983 in Dienst gestellten polnischen Flugkörperkorvetten ORP Górnik (434) und ORP Hutnik (435) der Tarantul-Klasse. Drei Soldaten wurden durch Splitter verletzt; es entstand Sachschaden in Höhe von 560.000 DM. Die deutsche Bundesregierung protestierte am 16. Juni 1987 gegen dieses Verhalten.
Am 23. Oktober 1987 wird das Jagdbombergeschwader 34 als letzter Verband von dem Jagdbomber F-104G Starfighter auf das Mehrzweckkampfflugzeug Tornado umgerüstet.
Am 2. Februar 1989 wurden die MBFR-Verhandlungen nach fast 16 Jahren erfolglos abgebrochen und durch die am 9. März 1989 begonnenen Verhandlungen zu einem Vertrag über Konventionelle Streitkräfte in Europa (KSE) ersetzt. Im Mai 1989 wurde ein NATO-Kommunique zur Modernisierung der nuklearen Kurzstreckenraketen (SRBM) von der weiteren Entwicklung innerhalb des Warschauer Paktes abhängig gemacht.
Vom 12. bis 16. Oktober besucht ein Flottenverband der Bundesmarine mit dem Zerstörer Rommel, der Fregatte Niedersachsen und dem Versorgungsschiff Coburg den Flottenstützpunkt in Leningrad.
Am 9. November 1989 öffnet die Deutsche Demokratische Republik die Grenzübergänge zur Bundesrepublik Deutschland und West-Berlin und ab 21. Dezember 1989 können Soldaten und zivile Mitarbeiter der Bundeswehr ohne förmliches Genehmigungsverfahren in den Ländern des Warschauer Paktes reisen.

### Zweiter Traditionserlass 1982
Verteidigungsminister Hans Apel betonte mit dem zweiten Traditionserlass vom 20. September 1982 die Distanzierung der Bundeswehr von der Wehrmacht. Der Traditionserlass „Bundeswehr und Tradition“ vom Juli 1965 wurde damit gleichzeitig aufgehoben.
Im November 1995 stellte Bundesverteidigungsminister Volker Rühe fest: Die Wehrmacht war als Organisation des Dritten Reiches, in ihrer Spitze, mit Truppenteilen und mit Soldaten in Verbrechen des Nationalsozialismus verstrickt. Als Institution kann sie deshalb keine Tradition begründen.

### Personalstärke 1985
Der Umfang der Bundeswehr umfasste 1985 rund 495.000 Soldaten, darunter 230.000 Wehrpflichtige:
- davon beim Heer 335.500 Soldaten,
- bei der Luftwaffe 105.900 Soldaten
- bei der Marine 36.400 Soldaten
- als Zivilpersonal 180.000 Mitarbeiter.

Die Mobilisierungsstärke der Bundeswehr lag bei 1.300.000 Mann.
Die Verteidigungsausgaben betrugen 49,31 Milliarden DM (25,2 Milliarden €).

### Ausrüstungsbeschaffung der Bundeswehr 1980–1990

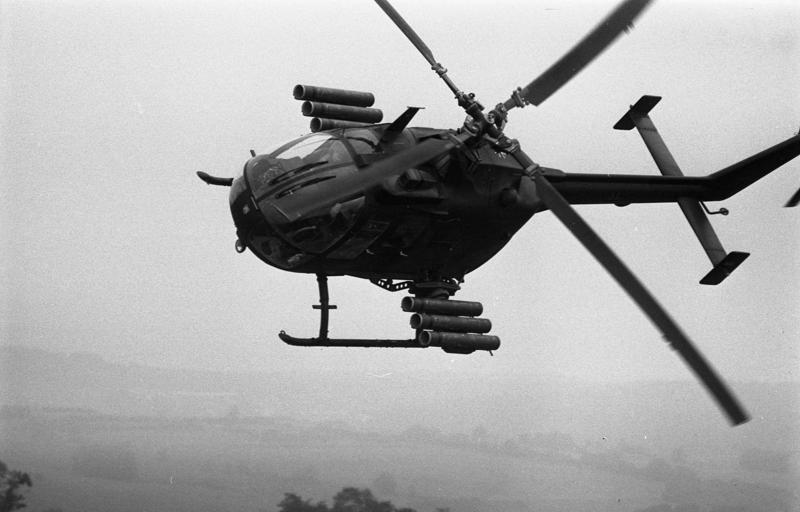
Panzerabwehrhubschrauber PAH 1 im September 1986

Ab dem 28. August 1980 wurde die Luftwaffe und Marine mit dem Mehrzweckkampfflugzeug Tornado ausgerüstet. Geplant waren zunächst 322 Flugzeuge für sechs Geschwader.
Am 4. Dezember 1980 wurde in Celle der erste Panzerabwehrhubschrauber PAH 1 an das Heer übergeben.
Am 15. Juni 1981 erfolgte die Übergabe des ersten Flugabwehrraketenpanzer Roland. Bis Ende 1983 war die Beschaffung von 140 Panzern vorgesehen.
Am 30. Juni 1982 wurde das NATO-Frühwarnsystem AWACS in Geilenkirchen-Tevern stationiert.
Ab Ende 1983 erhielt das Heer auch den Jagdpanzer Jaguar 2.
Von Mai 1982 bis März 1990 wurden acht Fregatten der Bremen-Klasse (F122) indienstgestellt.
Am 3. Juni 1986 wurde das erste Minenwurfsystem Skorpion an die Pioniertruppe übergeben. Bis Ende 1988 war die Beschaffung von 300 Stück geplant.
Ab Dezember 1986 wurden die ersten aus den USA gelieferten bodengestützten Mittelstrecken-Flugabwehrraketensysteme MIM-104 Patriot von der Luftwaffe übernommen.
Ab 1. Juni 1987 übernahm das Heer die ersten Raketenwerfer des Mittleren-Artillerie-Raketen-Systems (MARS).
Am 18. Februar 1988 wurde der erste von 140 für das Heer vorgesehenen Spürpanzern vom Typ Fuchs dem ABC-Abwehrbataillon 210 in Sonthofen übergeben.
Am 2. August 1990 erhielt die Luftlandetruppe die ersten gepanzerten Waffenträger Wiesel.

## Die Bundeswehr nach Ende des Kalten Krieges

Bundeswehr-Logo von 1996 bis 2019

Im April 1990 werden in Münster, Lahnstein und Weiden Unteroffiziersschulen des Heeres eröffnet.
Am 27. April 1990 einigen sich der Verteidigungsminister der Bundesrepublik Gerhard Stoltenberg und der Abrüstungs- und Verteidigungsminister der DDR Rainer Eppelmann in Köln auf die Mitgliedschaft des vereinten Deutschlands in der NATO.
Am 15. und 16. Juli 1990 werden die Modalitäten der Wiedervereinigung Deutschlands durch den Präsidenten der Sowjetunion, Michail Gorbatschow und Bundeskanzler Helmut Kohl beraten. Im Zwei-plus-Vier-Vertrag wird schließlich die Reduzierung der Bundeswehr auf eine Stärke von maximal 370.000 Soldaten bis Ende 1994 vereinbart.

### Auflösung der Nationalen Volksarmee der DDR
Am 30. August 1990 wird Generalleutnant Jörg Schönbohm Befehlshaber des neuen Bundeswehrkommandos Ost mit Hauptquartier in Strausberg. Das Kommando diente als Zentrale Führungseinrichtung aller Truppenteile, Stäbe und Einrichtungen auf dem Gebiet des beigetretenen Teils Deutschlands für eine Übergangszeit von mindestens sechs Monaten und leitete die Auflösung der Nationalen Volksarmee (NVA) der DDR ein.

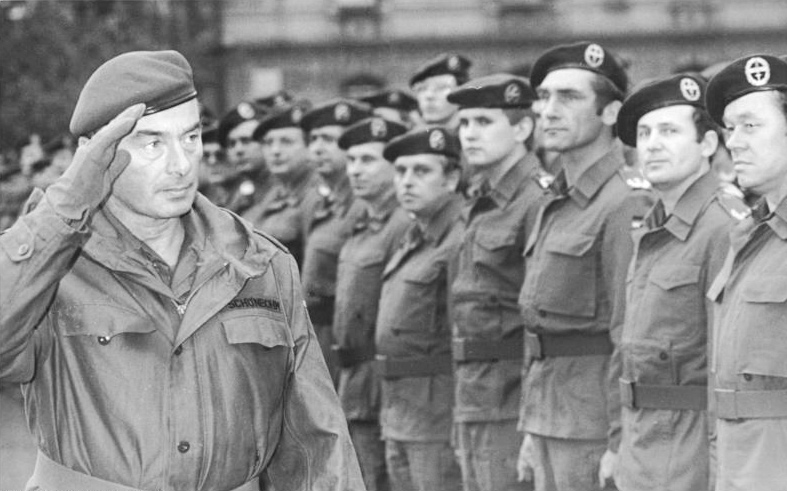
Generalleutnant Jörg Schönbohm übernimmt am 4. Oktober 1990 in Leipzig die Befehlsgewalt über die in die Bundeswehr überführten Teile der vormaligen NVA

Am 3. Oktober 1990 wurde die Nationale Volksarmee (NVA) der Deutschen Demokratischen Republik aufgelöst und die Standorte, Einrichtungen und Ausrüstung an die Bundeswehr übergeben. Die Befehls- und Kommandogewalt der gesamtdeutschen Streitkräfte übernahm der Bundesminister der Verteidigung Gerhard Stoltenberg (CDU).
Die meisten der vorhandenen Militärstandorte in der DDR wurden geschlossen und die umfangreiche Ausrüstung entweder durch die Bundeswehr zunächst weitergenutzt oder im Rahmen der Vereinbarungen des KSE-Vertrages verschrottet, zu geringen Teilen auch an andere Staaten verkauft oder verschenkt, so etwa Schützenpanzerwagen an die Türkei, Pionierfahrzeuge an Schweden, Luftabwehrsysteme an Griechenland oder Schiffe an Indonesien. Eine Auswahl von allen Waffensystemen wurde in die USA zum Test und als interne Manövergegner überführt. Ein großer Teil des Unteroffizierskorps sowie nahezu das gesamte Offizierskorps wurden entlassen, nur 3.200 dieser zuletzt noch 36.000 Personen zählenden Kader wurden eingestellt. Die ehemaligen NVA-Angehörigen wurden dabei häufig mit einem oder auch zwei Dienstgraden niedriger in die Bundeswehr übernommen, da die Beförderungen in der NVA früher erfolgten als in der Bundeswehr und daher der Übernahmedienstgrad so berechnet wurde, als wenn der ehemalige NVA-Angehörige von Anfang an in der Bundeswehr gedient hätte.
Die Bundeswehr übernahm große Mengen von Ausrüstung, Ersatzteilen, Verbrauchsmaterial der aktiven und nichtaktiven Verbände. Eine Materialübergabe mit entsprechender Dokumentation gemäß Bundeshaushaltsordnung und militärischer Vorschriften wurde nicht durchgeführt, es erfolgte vielmehr eine Übernahme vor Ort wie vorgefunden. So wurde das Kampfflugzeug MiG-29, der Hubschrauber Mi-8 übernommen.
Hinterlassen wurden:
- 767 Luftfahrzeuge (Hubschrauber, Flugzeuge)
- 208 Schiffe und Boote
- 2.761 Kampfpanzer
- 9.467 gepanzerte (Kampf-)Fahrzeuge
- 133.900 Radfahrzeuge (PKW, LKW, Anhänger, Kräder etc.)
- 2.199 Artilleriewaffen
- 1.376.650 Handfeuerwaffen
- 303.690 Tonnen Munition
- 62.535 Tonnen flüssige kritische Stoffe (Raketentreibstoffe, Reinigungsmittel, Gefahrstoffe)

### Bundeswehrreform und Transformation
Seit dem Ende des Kalten Krieges veränderte sich das Aufgabenspektrum der Bundeswehr. Im Mittelpunkt stand nun nicht mehr die klassische Landesverteidigung, sondern Krisenbewältigung und Konfliktverhütung. Das stellte andere Anforderungen an die Soldaten und ihr Material.
Am 17. Oktober 1990 wurde nach zwei Aufbaujahren die Deutsch-Französische Brigade in Dienst gestellt.
Während des Zweiten Golfkrieges wurden ab 5. Januar 1991 zunächst 212 Soldaten des Jagdbombergeschwaders 43 aus Oldenburg mit 18 Kampfflugzeugen vom Typ Alpha Jet im Rahmen der NATO Allied Command Europe Mobile Forces nach Erhac in die Türkei verlegt. Deutschland kam damit symbolisch seiner Verpflichtung nach, im Rahmen der NATO-Doktrin einen möglichen Angriff auf die Türkei als einen Angriff auf alle NATO-Staaten zu betrachten und dementsprechend zu reagieren. Die türkische Regierung zeigte sich enttäuscht, dass nicht die kampfstarken Tornado-Verbände zur Verfügung gestellt wurden und betrachtete die Alpha Jets als nicht ausreichenden Schutz.
Am 6. März 1991 wurde auf Ersuchen der USA auch ein deutscher Minenabwehrverband im Rahmen der Operation Südflanke in den Persischen Golf verlegt. Vor der Küste Kuwaits werden Seeminen durch das Minenabwehrsystem Troika (Minenabwehrdrohnen) geräumt.
Am 22. Mai 1992 beschließen Deutschland und Frankreich die Aufstellung eines europäischen Armeekorps. Weitere Staaten der WEU sind zur Teilnahme eingeladen. Das Eurokorps soll dabei den Kern einer europäischen Verteidigungsidentität werden.
Am 14. Juli 1994, dem französischen Nationalfeiertag, paradieren deutsche Panzergrenadiere des Panzergrenadierbataillon 294 Stetten a.k.M mit Schützenpanzer Marder zusammen mit belgischen, spanischen und französischen Einheiten des Eurokorps auf der Avenue des Champs Élysées in Paris.
Vom 8. bis 13. September 1996 findet zum ersten Mal in Deutschland auf dem Truppenübungsplatz Munster mit der „Cooperative Lantern 96“ eine Stabsrahmenübung des NATO-Programms Partnerschaft für den Frieden mit multinationaler Beteiligung aus 18 Staaten statt.
Am 15. Oktober 1996 beendet die Bundeswehr die Nutzung des walisischen Truppenübungsplatzes Castlemartin in der Grafschaft Pembrokeshire. Seit Mai 1961 übten dort Panzer- und Panzeraufklärungsverbände des Heeres mit ihren Kampfpanzern den scharfen Schuss. Insgesamt nahmen an dem Gefechtsschießen 336 Einheiten mit über 95.000 Soldaten teil.
Ende 1997 betrug die Sollstärke der Bundeswehr rund 338.000 Soldaten. Der Verteidigungsetat 1999 betrug 47,52 Milliarden DM (24,30 Milliarden Euro), davon entfielen:
- 50,24 Prozent bzw. 23,84 Milliarden DM (12,19 Milliarden Euro) auf die Personalausgaben
- 15,61 Prozent bzw. 7,42 Milliarden DM (3,79 Milliarden Euro) auf die militärische Beschaffungen
- 15,19 Prozent bzw. 7,22 Milliarden DM (3,69 Milliarden Euro) auf die sonstigen Betriebsausgaben
- 8,79 Prozent bzw. 4,18 Milliarden DM (2,14 Milliarden Euro) für Materialerhaltung und -betrieb
- 5,30 Prozent bzw. 2,52 Milliarden DM (1,29 Milliarden Euro) für Forschung, Entwicklung und Erprobung
- 3,94 Prozent bzw. 1,87 Milliarden DM (0,96 Milliarden Euro) für die militärischen Anlagen
- 0,93 Prozent bzw. 0,44 Milliarden DM (0,23 Milliarden Euro) für sonstige Investitionen.

Das entsprach einen Anteil von 74,22 Prozent bzw. 35,27 Milliarden DM (18,03 Milliarden Euro) für die Betriebskosten und 25,78 Prozent bzw. 12,25 Milliarden DM (6,26 Milliarden Euro) für verteidigungsinvestive Ausgaben (Entwicklung und Beschaffung neuer Ausrüstung).

### Ausrüstungsbeschaffung der Bundeswehr 1991–2000

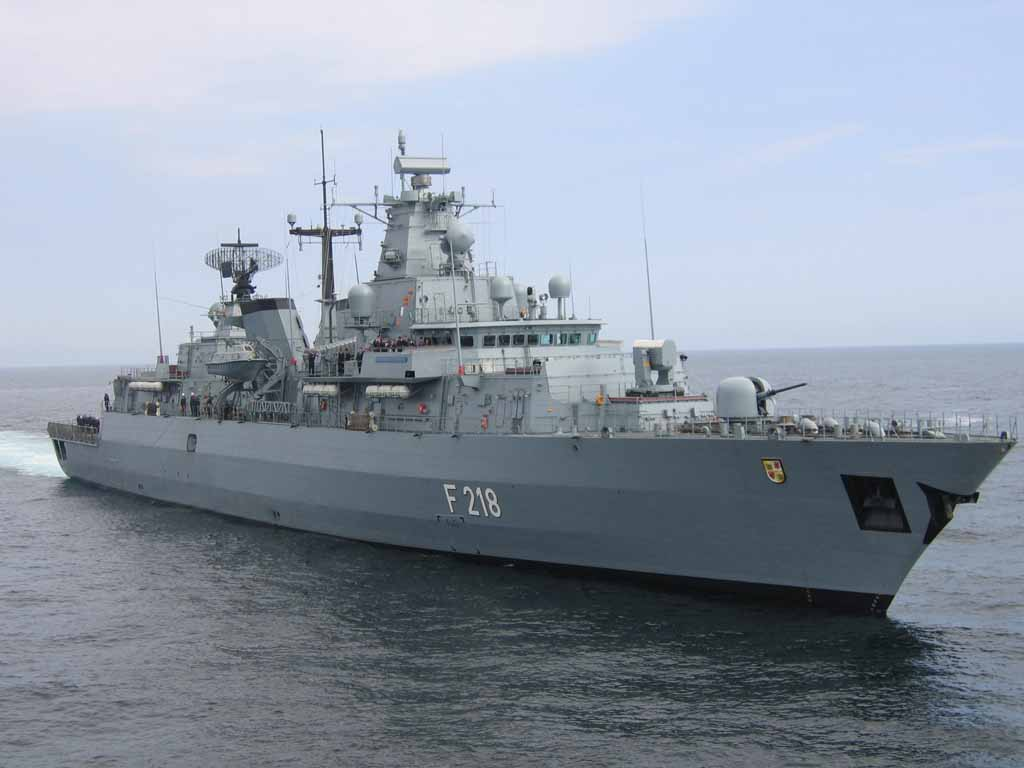
Die Fregatte Mecklenburg-Vorpommern

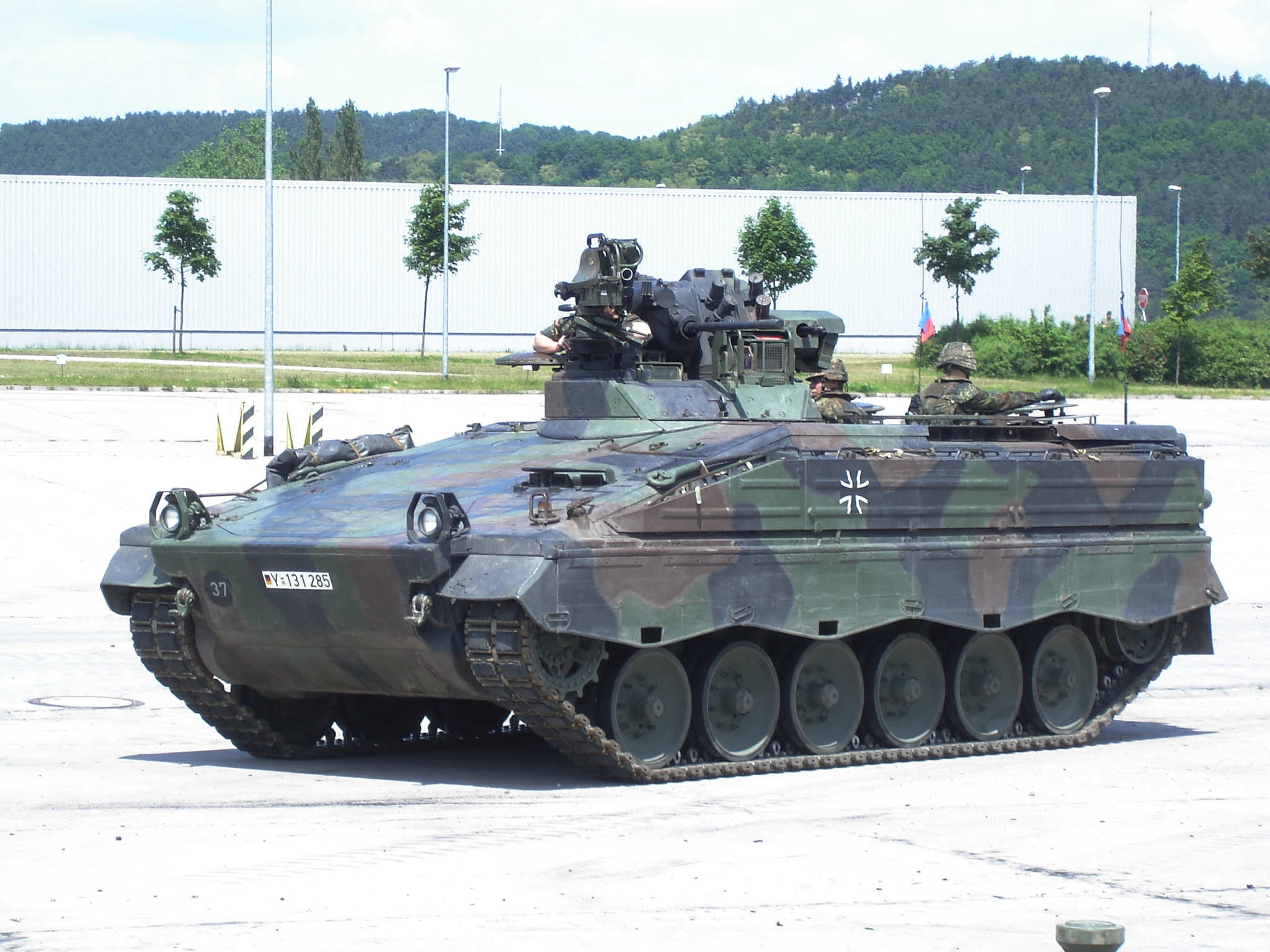
Schützenpanzer Marder 1A3

Die Marine stellte von 1992 bis 1995 die vier Fregatten der Brandenburg-Klasse (Brandenburg, Schleswig-Holstein, Bayern, Mecklenburg-Vorpommern) in Dienst und von 1993 bis 1994 sechs Versorgungsschiffe des Typs Klasse 404.
Von 1989 bis 2003 wurden beim Heer die Panzerhaubitzen M109 durch die Panzerhaubitze 2000 ersetzt und von 1989 bis 1998 insgesamt 2097 Schützenpanzer Marder auf die Version A3 mit besserem Schutz gebracht.
Von 1996 bis 1998 erhielten die Panzerpionierkompanien 24 Minenräumpanzer Keiler. Ab 1996 begann die Auslieferung des Amphibischen Brücken- und Übersetzfahrzeugs M3 für die Pioniertruppe sowie die ersten Auslieferungen des geschützten Radfahrzeugs ATF Dingo für die Einsätze im Kosovo (KFOR) und Mazedonien.

### Die Bundeswehr im internationalen Einsatz

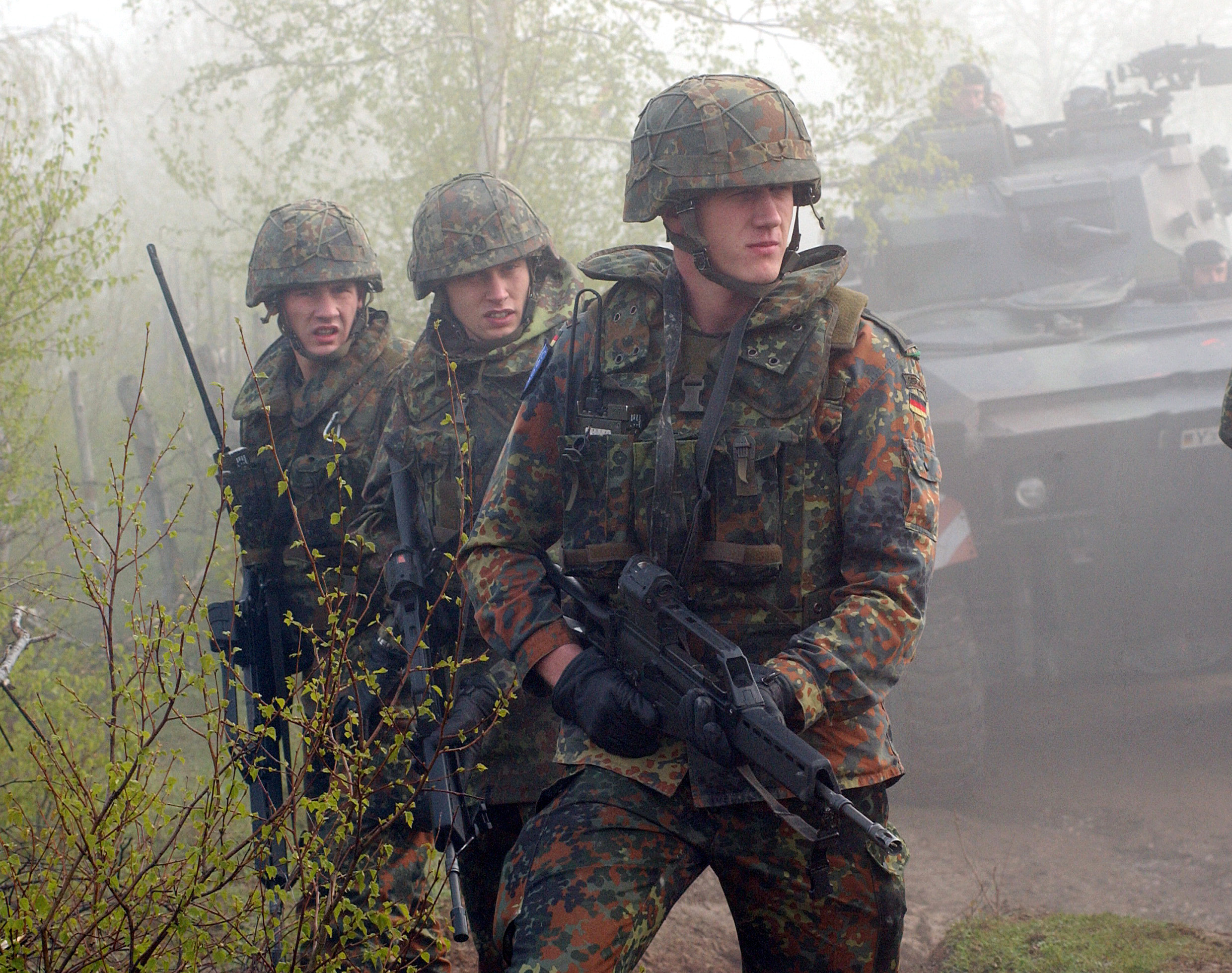
Bundeswehrsoldaten mit automatischem Gewehr G36 in Bosnien-Herzegowina 2002

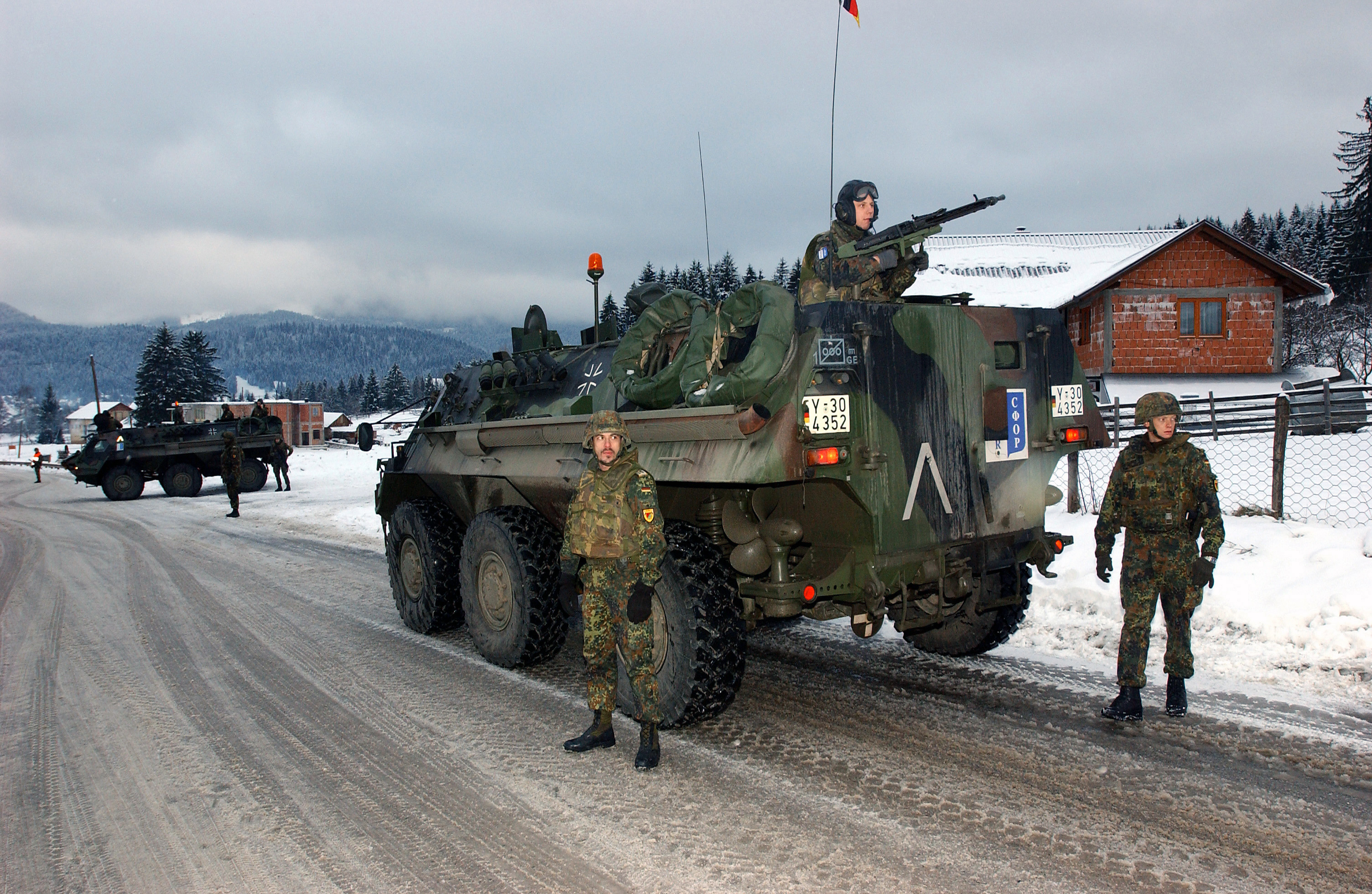
Bundeswehrsoldaten der SFOR mit Transportpanzer Fuchs in Pale in Bosnien im Rahmen der Operation Joint Forge im Januar 2004

- Operation Südflanke 1990–1991 im Mittelmeer und im Persischen Golf; erster out-of-area-Einsatz
- Kambodscha, 1992–1993, siehe: United Nations Transitional Authority in Cambodia
- Somalia, 1993–1994, siehe: Deutscher Unterstützungsverband Somalia, United Nations Operation in Somalia II, Operation Southern Cross
- Ruanda, 1994, siehe: United Nations Assistance Mission for Rwanda
- Irak, 1991–1996, siehe: United Nations Special Commission
- Einsätze im ehemaligen Jugoslawien, siehe auch: Bosnien und Herzegowina und Internationale Konflikte der Nachfolgestaaten Jugoslawiens
  - Operation Sky Monitor 1992
  - Operation Deny Flight 1993–1995
  - Schneller Einsatzverband zur Unterstützung der United Nations Protection Force 1995
  - Operation Deliberate Force 1995
  - Implementation Force mit GECONIFOR 1995–1996
  - Marineoperationen in der Adria 1992–1996 Operation Maritime Monitor, Operation Maritime Guard, Operation Sharp Guard
  - SFOR mit GECONSFOR 1996–2004 (Operation Joint Guard, Operation Joint Forge)
  - KFOR seit 1999, siehe Kosovo, Kosovokrieg, Mazedonien, Operation Joint Guardian, United Nations Interim Administration Mission in Kosovo, Operation Allied Harvest
  - EUFOR Operation Althea, seit 2004
- Albanien, 1997, siehe: Operation Libelle, Lotterieaufstand
- Mittelmeer, seit November 2001, siehe: Operation Active Endeavour
- Afghanistan, Dezember 2001 bis 2014, siehe: International Security Assistance Force und Operation Enduring Freedom
- Dschibuti und Golf von Aden, seit Dezember 2001, siehe: Operation Enduring Freedom
- Demokratische Republik Kongo, Juni bis November 2006, siehe: EUFOR RD Congo
- Libanon, seit September 2006, Deutscher Einsatzverband Marine, siehe: United Nations Interim Force in Lebanon (UNIFIL), Libanonkrieg 2006
- Somalia: Operation Atalanta
- Mali: 2013–2023 MINUSMA und 2013–2024 EUTM Mali
- Mittelmeer, 2015–2020 European Union Naval Force – Mediterranean (Operation SOPHIA)
- Afghanistan, 2015–2021: Resolute Support
- Syrien, 2015–2022, siehe Bundeswehreinsatz in Syrien (Operation Counter Daesh) gegen den Islamischen Staat (IS)

### Frauen bei der Bundeswehr
Am 19. Februar 1975 stimmte das Bundeskabinett der Regierung Helmut Schmidt dem Vorschlag des damaligen Verteidigungsministers Georg Leber zu, approbierte Ärztinnen, Zahnärztinnen, Tierärztinnen und Apothekerinnen als Sanitätsoffiziere in der Bundeswehr einzustellen. Nach Änderung des Soldatengesetzes und der Wehrdisziplinarordnung traten am 1. Oktober 1975 die ersten fünf weiblichen Sanitätsoffiziere ihren Dienst an.
Am 1. Juni 1989 traten mit den einberufenen Rekruten erstmals 50 weibliche Sanitätsoffizier-Anwärterinnen ihren Dienst bei den Streitkräften an.
Seit 2001 sind alle Laufbahnen der Bundeswehr uneingeschränkt für Frauen geöffnet.

### Kampf gegen den internationalen Terrorismus seit 2001

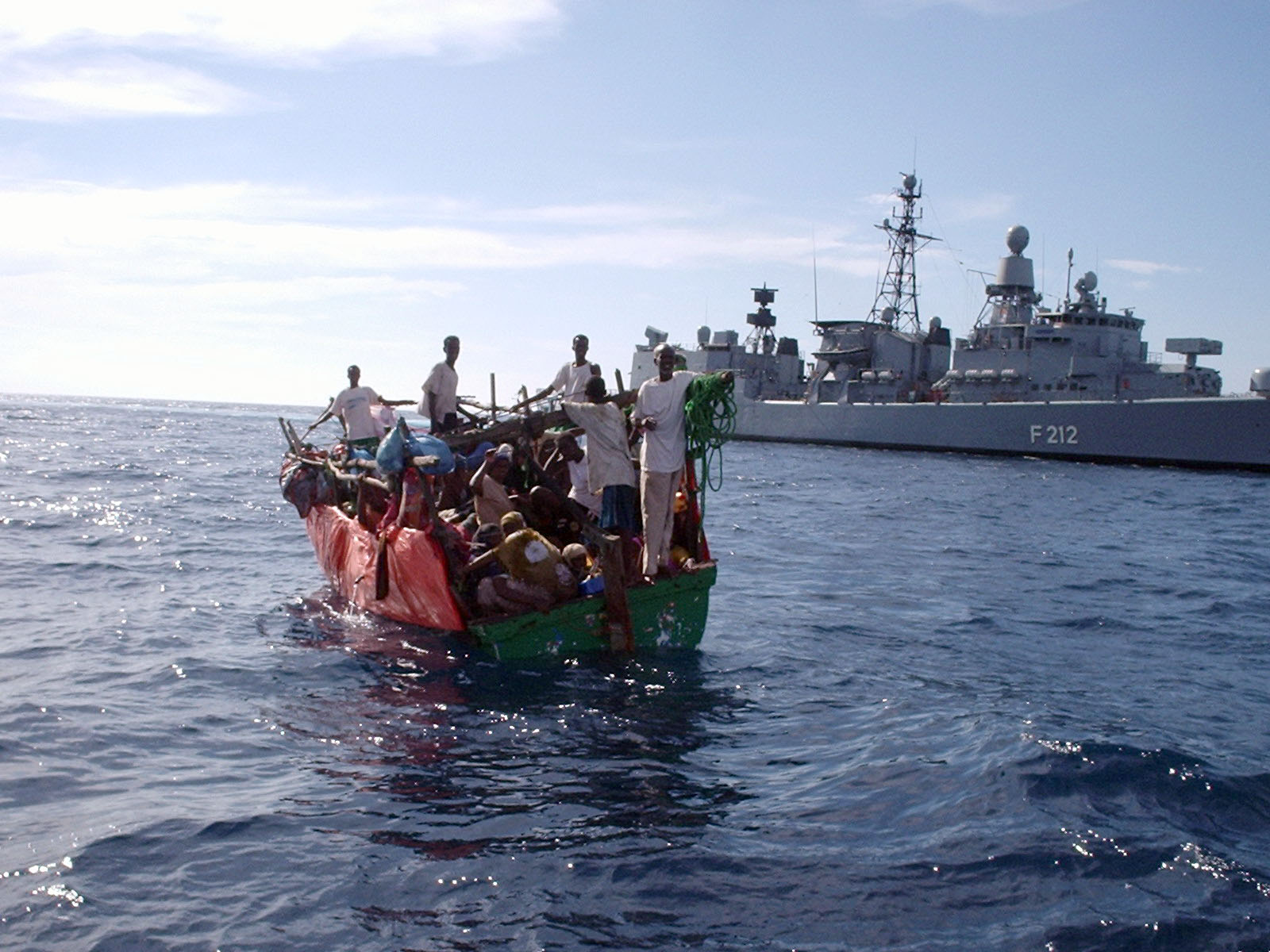
Fregatte Karlsruhe rettet Schiffbrüchige vor der Küste Somalias während eines Einsatzes in der Operation ENDURING FREEDOM, April 2005

Seit 2001 ist die Bundeswehr auch im Rahmen des Kampfes gegen den internationalen Terrorismus eingesetzt. Ein Marinekontingent überwacht seit Anfang 2002 von einem Stützpunkt in Dschibuti aus das Seegebiet am Horn von Afrika als Teil der internationalen Operation Enduring Freedom. In der Anfangsphase waren daran drei Fregatten, fünf Schnellboote, mehrere Hilfsschiffe, Seefernaufklärer und Hubschrauber mit etwa 1500 Soldaten beteiligt. Das war der bisher größte Einsatz der Marine seit 1990. Inzwischen ist der Umfang erheblich reduziert worden. Das Marinekontingent besteht aus einer Fregatte, zeitweilig einem Versorgungsschiff und einer kleinen Basis in Dschibuti.
Außerdem ist die Marine bereits seit Ende 2001 an der NATO-Operation Active Endeavour im Mittelmeer beteiligt.
Infolge des Luftangriffs bei Kundus in Afghanistan am 4. September 2009 trat der Bundesarbeitsminister und vorherige Bundesverteidigungsminister Franz Josef Jung am 30. November 2009 zurück. Die Bundeswehr hatte die ISAF-Operationsführung im Raum Kundus (2009–2014).

### Größere Übungen
Im Sommer 2004 nahm die Luftwaffe von Alaska aus mit Tornado-Kampfflugzeugen an Cooperative Cope Thunder teil, einer 15-tägigen großen multinationalen Übung im Pazifikraum.
Im Juni und Juli 2006 beteiligte sich die Bundeswehr an der Übung Steadfast Jaguar auf den Kapverden, dem ersten NATO-Manöver auf afrikanischem Boden. Die Übung mit 6.500 NATO-Soldaten diente dem Nachweis der Einsatzbereitschaft der NATO Response Force (NRF). Die deutsche Beteiligung bestand aus der Deutsch-Französischen Brigade und Marineeinheiten.

### Ausrüstungsbeschaffung der Bundeswehr 2001–2010

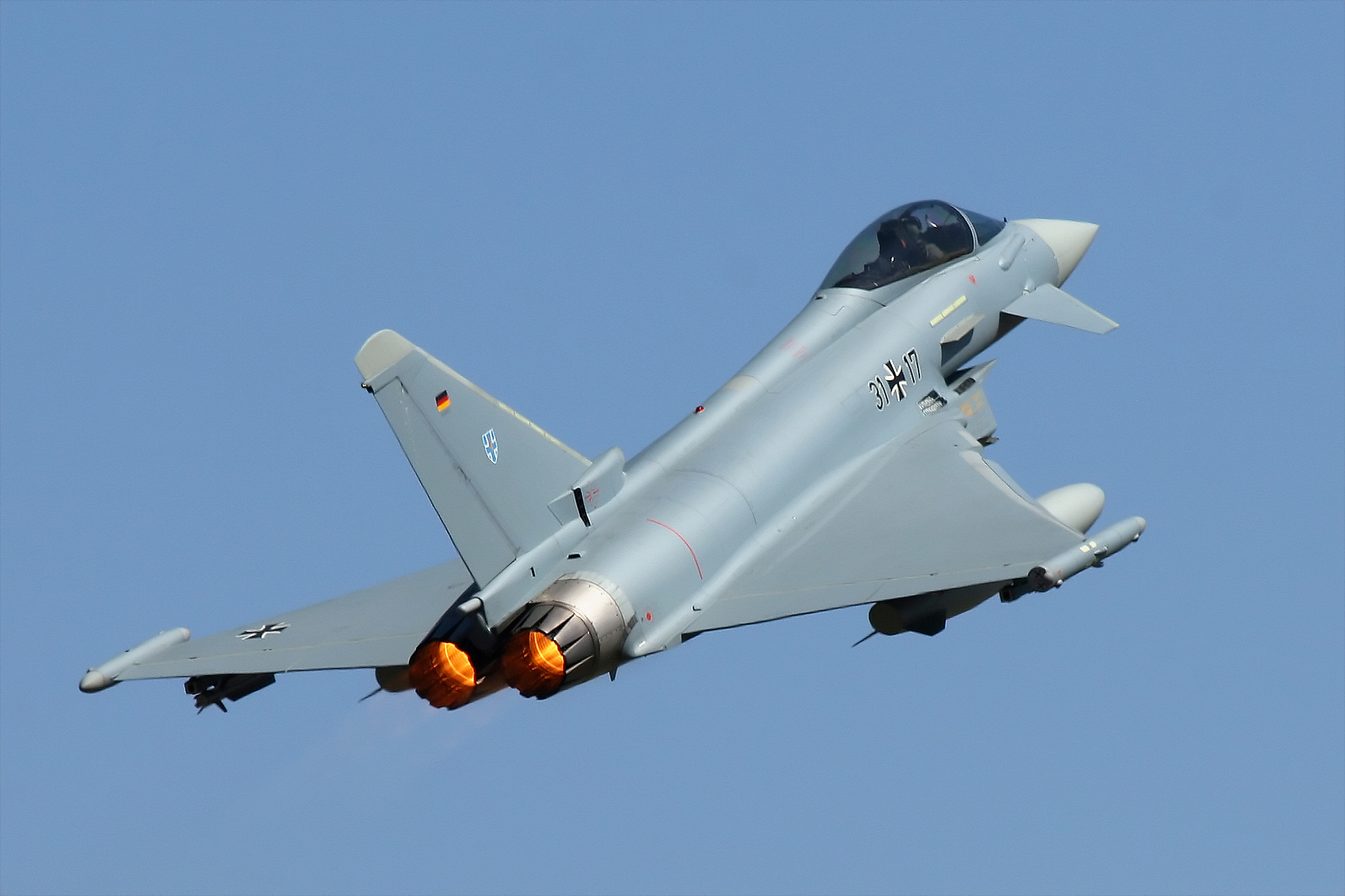
Eurofighter der Bundeswehr beim Start

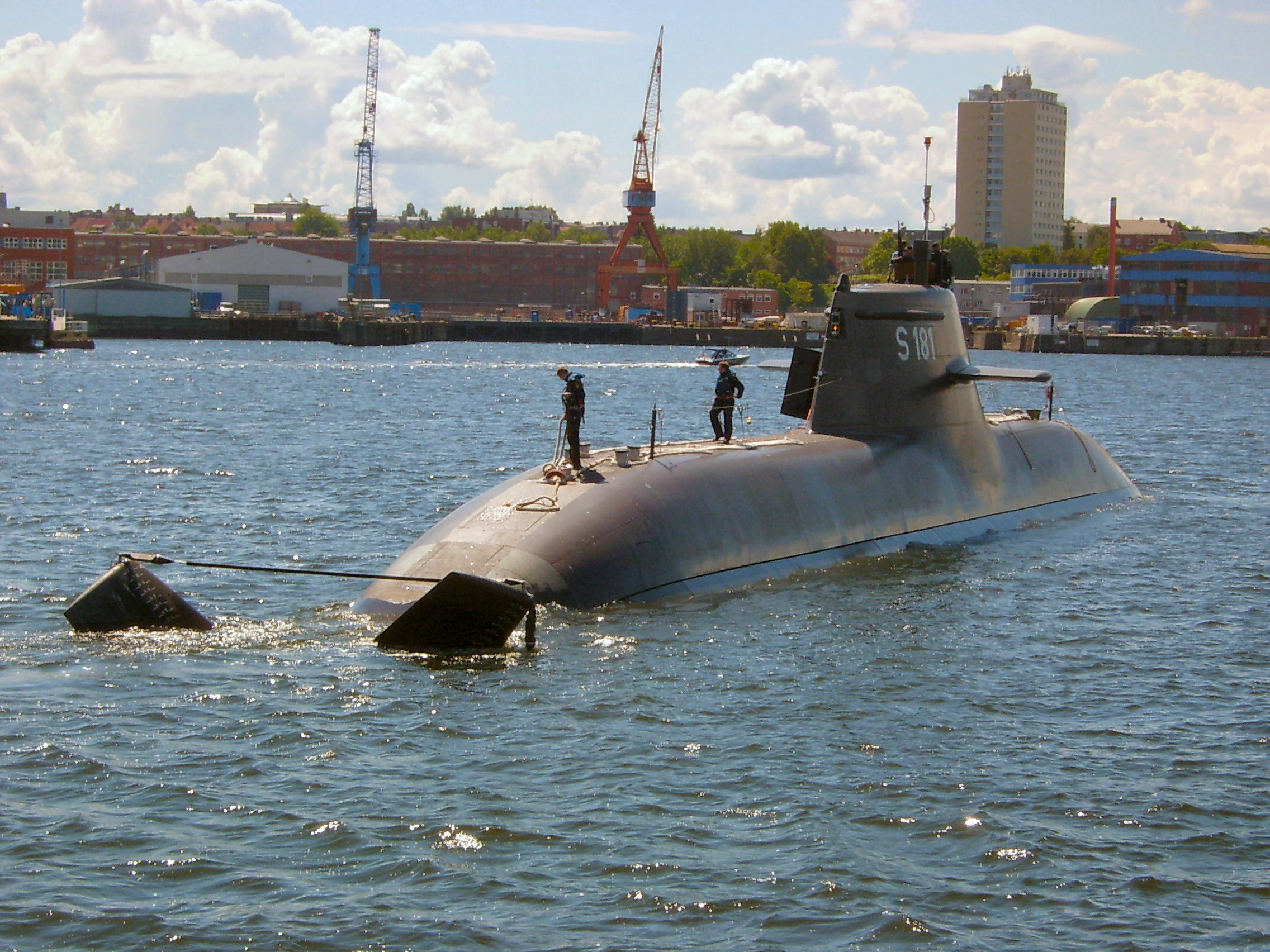
U 31 der U-Boot-Klasse 212 A

Anfang 2003 erhält die Luftwaffe das Mehrzweckkampfflugzeug Eurofighter Typhoon. Der Zulauf der 33 bestellten Eurofighter der 1. Tranche erfolgte bis Mitte 2008, der Zulauf der Tranche 2 über 79 Flugzeuge begann im Dezember 2008 und wurde 2015 abgeschlossen.
Die Fregatten Sachsen, Hamburg und Hessen der Sachsen-Klasse werden von 2004 bis 2006 in Dienst gestellt. Die Korvetten der Braunschweig-Klasse, die Braunschweig und die Magdeburg werden 2008 in Dienst gestellt.
Das 1. Ubootgeschwader stellte von 2005 bis 2007 die vier konventionellen Jagd-U-Boote U 31, U 32, U 33, U 34 der Klasse 212 A in Dienst. Das Trossgeschwader stellte 2001 und 2002 die beiden Einsatzgruppenversorger Berlin und Frankfurt am Main in Dienst.
Von 2003 bis 2009 erfolgt die Auslieferung und Umrüstung des Heeres vom Spähpanzer Luchs zum Spähwagen Fennek und ab Oktober 2010 folgt die Auslieferung der ersten Transporthubschrauber vom Typ NH90 an die Bundeswehr.
Von 2005 bis 2011 wurden über 400 luftverlade- und luftverlastbare Mehrzweckfahrzeuge vom Typ ESK Mungo für die Division Spezielle Operationen (DSO) beschafft. Für das Kommando Spezialkräfte (KSK) erfolgte die Beschaffung von 21 luftverlastbare Mehrzweckfahrzeuge vom Typ Serval
Von 2009 an beginnt die Auslieferung des gepanzerten Radfahrzeugs Eagle IV unter anderem für den Militäreinsatz in Afghanistan.

## Neuausrichtung der Bundeswehr ab 2010
Die Neuausrichtung der Bundeswehr ist die umfassendste Reform der Bundeswehr seit ihrem Bestehen. Sie umfasst nahezu alle Bereiche der Bundeswehr.

### Aussetzung der Wehrpflicht ab Juli 2011
Am 15. Dezember 2010 wurde durch das Bundeskabinett eine Aussetzung der Wehrpflicht zum 1. Juli 2011 beschlossen. Zum 1. Januar 2011 wurden zum letzten Mal Wehrpflichtigen einberufen, seit dem 1. März 2011 wurden Wehrpflichtige nicht mehr zum Dienst verpflichtet. Es besteht seitdem die Möglichkeit einen Freiwilligen Wehrdienst als Wehrdienstart für Mannschaften mit einer Dauer von 6 bis 23 Monaten nach Abschnitt 7 des Wehrpflichtgesetzes zu leisten.

### Weitere Eckpunkte
- Die Neudefinition der Aufgaben und Fähigkeiten der Bundeswehr mit den Verteidigungspolitischen Richtlinien 2011
- Die Reduzierung des Streitkräfteumfangs auf ca. 185.000 Soldaten sowie des zivilen Bereichs auf ca. 55.000 Beschäftigte
- Die Neustrukturierung des Bundesministeriums der Verteidigung mit einer personellen Vergrößerung des Dienstsitzes in Berlin
- Die umfassende Reorganisation der Teilstreitkräfte Heer, Luftwaffe und Marine sowie der militärischen Organisationsbereiche Streitkräftebasis und Zentraler Sanitätsdienst der Bundeswehr. Die Grobstruktur wurde am 20. September 2011 erlassen. Es folgte das Stationierungskonzept 2011 am 26. Oktober 2011. Mit der Fertigstellung der Feinausplanung wird bis zum Ende des Jahres 2011 gerechnet.
- Die tiefgreifende Reorganisation der Bundeswehrverwaltung, und zwar Umformung der Territorialen Wehrverwaltung und des Rüstungsbereichs in die drei neuen Organisationsbereiche Personal (P), Ausrüstung, Informationstechnologie und Nutzung (AIN) und Infrastruktur, Umweltschutz und Dienstleistungen (IUD).
- Eine Überprüfung der laufenden Rüstungsprojekte
- Das Stationierungskonzept 2011
- Eine Personalstrukturreform und ein damit verbundenes Reformbegleitprogramm einschließlich einer Reform des Dienstvorschriftenwesens
- Der Neuerlass einer Reservistenkonzeption (gebilligter Entwurf vom 11. November 2011)
- Die Stärkung des Generalinspekteurs. Dieser war bislang nur oberster militärischer Berater der Bundesregierung, war aber kein truppendienstlicher Vorgesetzter der Streitkräfte. Mit der Reform werden ihm die Inspekteure der Teilstreitkräfte und Organisationsbereiche unterstellt. Gleichzeitig wurde der Generalinspekteur Mitglied der Leitung des Bundesministerium der Verteidigung.

### Größere NATO-Militärmanöver und größere Präsenz im Baltikum
Die Bundeswehr beteiligt sich seit 2014 an der Operation Atlantic Resolve, eine von den Vereinigten Staaten durchgeführte Operation zur Unterstützung und Bestärkung der NATO-Alliierten in Europa im Rahmen der European Reassurance Initiative (ERI). Mit ihr soll auf den Russisch-Ukrainischen Krieg und die Annexion der Krim durch Russland reagiert werden.
Seit 2016 ist die Bundeswehr im Rahmen der NATO Enhanced Forward Presence zur Sicherung der Ostflanke der verbündeten Staaten und der Abschreckung gegenüber Russland vertreten. Dabei führt Deutschland in Litauen den multinationalen Kampfverband NATO Multinational Battlegroup Lithuania mit rotierenden Truppenteilen aus den NATO-Mitgliedsstaaten.
Vom 23. Oktober bis 23. November 2018 beteiligte sich die Bundeswehr am NATO-Manöver Trident Juncture 2018 in Norwegen mit rund 10.000 Soldaten und mit der Very High Readiness Joint Task Force (VJTF) unter deutscher Führung unter Brigadegeneral Ullrich Spannuth.
Air Defender 23 im Jahr 2023 war „die größte Luftoperationsübung seit Bestehen der NATO“. Die Übung war von der Bundeswehr initiiert worden. Steadfast Defender 2024 im Jahr 2024 war die größte Übung der NATO seit dem Ende des Kalten Krieges.

### Ausrüstungsbeschaffung der Bundeswehr ab 2011

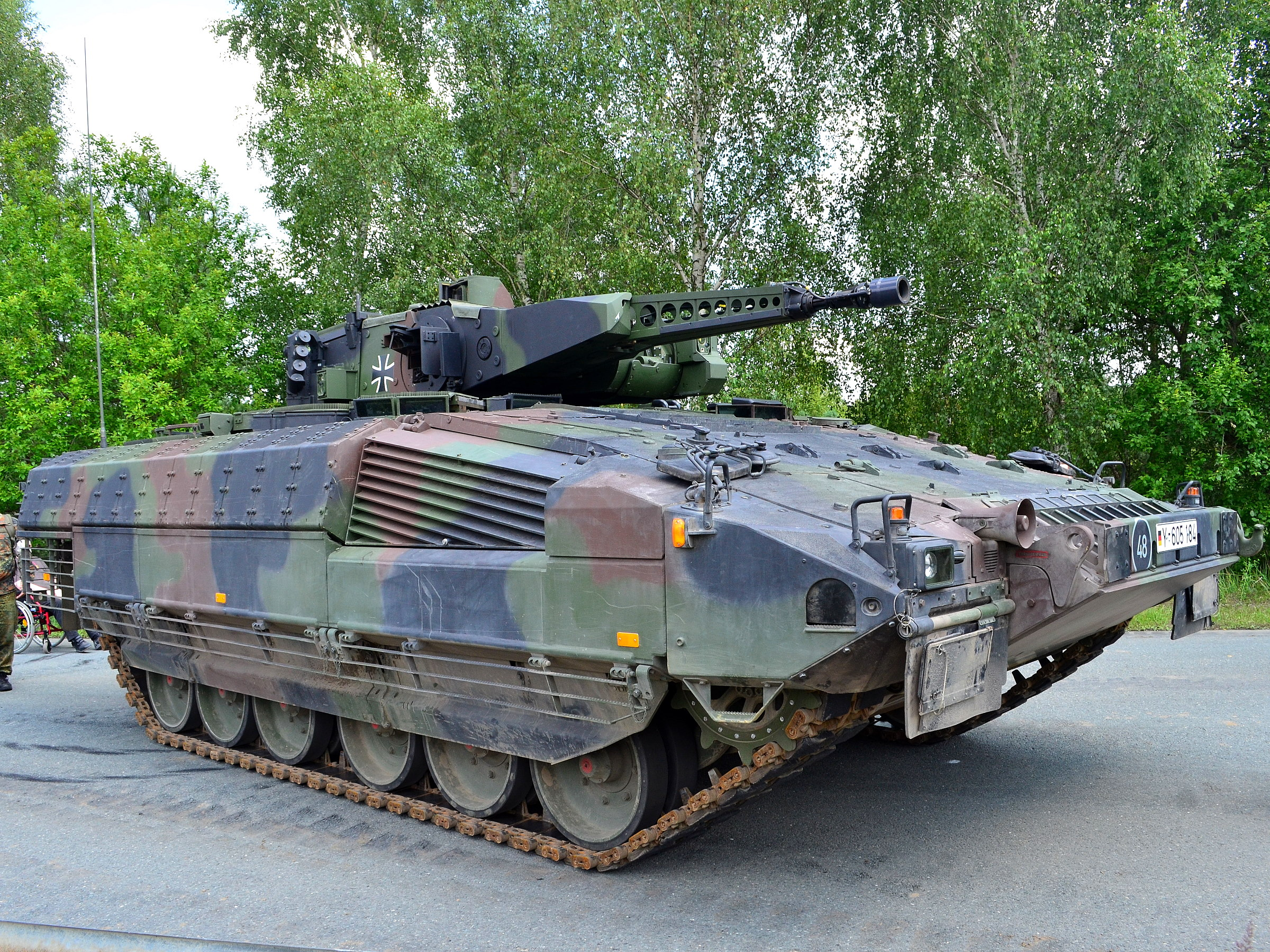
Schützenpanzer Puma (2015)

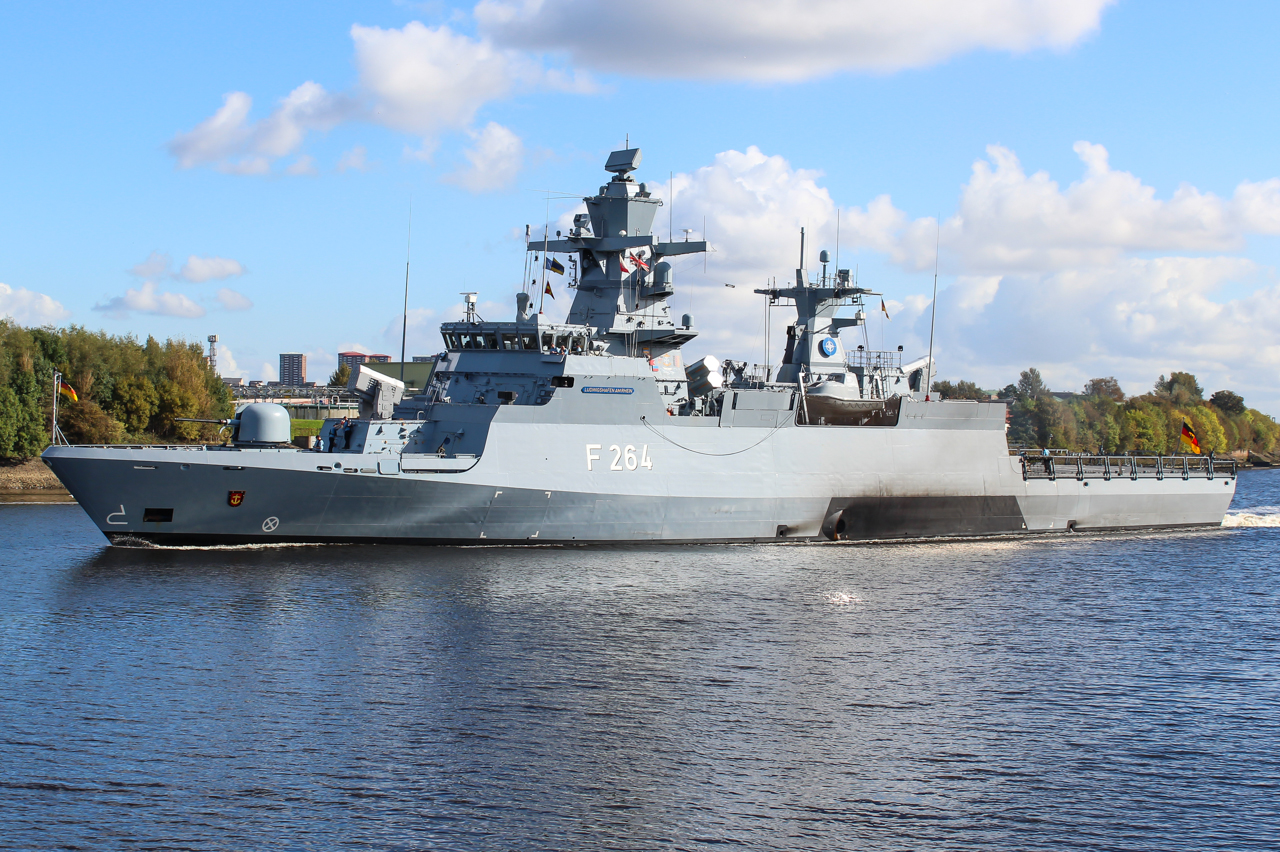
Die Korvette Ludwigshafen am Rhein (2016)

Im Dezember 2010 begann die Auslieferung von 154 bestellten gepanzerter LKW Multi 2.
Am 6. Dezember 2010 begann die Auslieferung der ersten Schützenpanzer vom Typ Puma; die Auslieferung der Serienmodelle an die Truppe begann am 17. April 2015.
Ab 2011 wurde der Radpanzer GTK Boxer an die Bundeswehr ausgeliefert.
Bis Februar 2013 wurden 27 Kampfhubschrauber Tiger (KHT) ausgeliefert und bis Juli 2018 insgesamt 68 Stück.
Die Bundeswehr beschaffte ab 2012 110 geschützte Transportfahrzeuge (GTF) vom Typ Mercedes-Benz Zetros (ZLK)
und bis Juni 2013 1000 gepanzerte Radfahrzeuge vom Typ ATF Dingo (Dingo 1 und Dingo 2).
Im Jahr 2013 wurden die Korvetten der Klasse K130, die Erfurt, die Oldenburg und die Ludwigshafen am Rhein in Dienst gestellt.
Im Mai 2013 nahm die Luftwaffe zwei Flugabwehrsysteme MANTIS in Betrieb.
Von Dezember 2014 bis 2018 wurden 21 Transportflugzeuge vom Typ Airbus A400M ausgeliefert.
Bis 2017 wurden 15 Mehrzweckhubschrauber H145M für die Spezialkräfte der Luftwaffe geliefert.
Die Indienststellung der ersten Fregatte Baden-Württemberg der gleichnamigen Klasse und die Übergabe an das 4. Fregattengeschwader war für 2017 geplant. Im Dezember 2017 wurde bekannt, dass die Fregatte zur Mängelbeseitigung mit einer längeren Werftliegezeit ab 19. Januar 2018 an den Hersteller zurückgegeben wird.
Der Wehrbeauftragter des Deutschen Bundestages, Hans-Peter Bartels (SPD), stellte am 29. Januar 2019 den 60. Jahresbericht vor. Darin schrieb er, das System der Mangelbewirtschaftung bestehe in allen Bereichen der Bundeswehr fort. Als Haupthindernis für notwendige Verbesserungen erlebten viele Soldaten die Überorganisation von allem und jedem. Sie sagen: „Wir verwalten uns zu Tode“ und sprechen vom „Bürokratiemonster Bundeswehr“, so Bartels. Im Auslandseinsatz der Bundeswehr in Afghanistan (Resolute Support) mussten rund 80 Prozent der militärischen Transporte mit zivilen Hubschraubern absolviert werden. In allen Bereichen mangele es an Material. Kaum einsatzbereite Kampfpanzer Leopard 2, teure Nachrüstungsprogramme für den neuen Schützenpanzer Puma, keine Tanker bei der Marine im zweiten Halbjahr 2018, ein großer Teil der U-Boote defekt, weniger als die Hälfte der Mehrzweckkampfflugzeuge Eurofighter und Tornado waren flugfähig. Auf ein Minimum reduzierte Munitionsbestände wirkten sich auf Einsatz und einsatzgleiche Verpflichtungen aus; außerdem litten Ausbildung und Übung. Im Jahr 2018 traten nur 20.000 Soldaten neu in die Bundeswehr ein – die niedrigste Zahl in der Geschichte der Bundeswehr.

### Ausrüstungsmangel zu Anfang der 2020er Jahre
Im Jahr 2022 wurde im Zuge des russischen Überfalls auf die Ukraine publik, dass die Bundeswehr teilweise nur über für zwei Kriegstage ausreichende Munitionsbestände verfügt. Im Jahr 2022 offenbarte sich außerdem die mangelhafte Qualität bei dem Schützenpanzer Puma.
Seit dem Jahr 2024 ist mit dem Operationsplan Deutschland (OPLAN) der Schutz verteidigungswichtiger kritischer Infrastruktur im Verteidigungsfall geregelt.